# Liste der Kulturdenkmale in Wechselburg

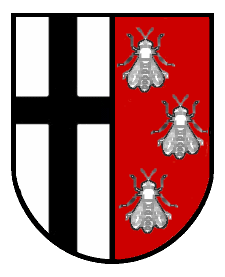
Wappen von Wechselburg

In der Liste der Kulturdenkmale in Wechselburg sind die Kulturdenkmale der sächsischen Gemeinde Wechselburg verzeichnet, die bis April 2024 vom Landesamt für Denkmalpflege Sachsen erfasst wurden (ohne archäologische Kulturdenkmale). Die Anmerkungen sind zu beachten.
Diese Aufzählung ist eine Teilmenge der Liste der Kulturdenkmale im Landkreis Mittelsachsen.

## Wechselburg
| Bild                                    | Bezeichnung | Lage                                                               | Datierung | Beschreibung | ID       |
| --------------------------------------- | --- | ------------------------------------------------------------------ | --- | --- | -------- |
| Direkt Bild zu diesem Denkmal hochladen | Denkmalschutzgebiet Ortslage Wechselburg (Vorschlag) | (Ortslage) (Karte)                                                 | 12.–20. Jahrhundert | Denkmalschutzgebiet Ortslage Wechselburg (Vorschlag) | 09300280 |
| Weitere Bilder                          | Sachgesamtheitsbestandteil der Sachgesamtheit Muldentalbahn, Teilabschnitt Wechselburg | (Flurstücke 324/12, 324/16, 324/19, 324/18, 324/20, 324/8) (Karte) | 1875 (Eisenbahn- und Straßenbrücke); 1934 (Eisenbahnbrücke) | Sachgesamtheitsbestandteil der Sachgesamtheit Muldentalbahn, Teilabschnitt Seelitz, Ortsteil Biesern, mit den Einzeldenkmalen: Bahnhof Wechselburg (09235365) sowie den Sachgesamtheitsteilen: Eisenbahnbrücke über die Chemnitz und Eisenbahnunterführung Rochlitzer Straße, siehe auch Glauchau, 09306181; Sachgesamtheit mit allen Bahnanlagen, darunter Gleisanlagen mit Unter- und Oberbau, Streckenkilometrierung, Fernmelde- und Signalanlagen, Bahnstationen einschließlich aller Funktionsbauten, Wärterhäuschen, Brücken und Durchlässen in den Gemeinden Glauchau (Ortsteile Glauchau, Kleinbernsdorf, Reinholdshain, Niederlungwitz), Limbach-Oberfrohna (Ortsteile Wolkenburg-Kaufungen, Herrndorf, Uhlsdorf), Remse (Ortsteil Remse), Waldenburg (Ortsteile Niederwinkel, Oberwinkel, Waldenburg), Lunzenau (Ortsteile Lunzenau, Berthelsdorf, Cossen, Rochsburg, Göritzhain), Penig (Ortsteile Markersdorf, Penig, Amerika, Arnsdorf, Thierbach, Zinnberg), Rochlitz (Ortsteile Penna, Rochlitz; Zaßnitz), Seelitz (Ortsteile Fischheim, Seelitz, Biesern, Steudten), Colditz (Ortsteile Colditz, Lastau, Möseln, Sermuth, Zschetzsch), Grimma (Ortsteile Großbothen), für die Industrieentwicklung des Muldentals wichtige und landschaftsbildende prägende Normalspurbahn, wirtschaftsgeschichtlich, eisenbahngeschichtlich, landschaftsgestaltend sowie regionalgeschichtlich von Bedeutung - Brücke: Stahl-Nietkonstruktion, zwei Pfeiler, Naturstein - Straßenbrücke: km 32,4, Flurstück 324/12, bei Rochlitzer Straße, Natursteinmauerung, Bajahr 1875 | 09306172 |
| Weitere Bilder                          | Straßenbrücke über die Zwickauer Mulde | (Flurstücke 60/3, 319/2, 319/4) (Karte)                            | 1844 bis 1846 | Fünfjochige Brücke in Porphyr, von überregionaler und technikgeschichtlicher Bedeutung. Über Pfeilern um 1,5 m überragende Balkone, nach teilweiser Zerstörung 1945 Wiederaufbau 1947. Es handelt sich um eine Brücke mit fünf Kreissegmentbögen und abgerundeten vorspringenden Pfeilern und begehbaren Kanzeln darüber. Die Brücke ist 83,15 m lang. Die Kreissegmentbögen besitzen lichte Weiten von 11,35 m + 3 × 13,75 m + 11,35 m. Während die linken drei Öffnungen als Stromöffnungen dienen, fungieren die rechten beiden Bögen lediglich als Durchlässe bei Hochwasser. Ausgewogene Proportionen mit schlichter Formgebung im Zusammenspiel mit der schönen Farbgebung des Rochlitzer Porphyrs zeichnen die Brücke aus. | 09235425 |
| Direkt Bild zu diesem Denkmal hochladen | Wohnhaus in offener Bebauung und Einfriedung | Anger 2 (Karte)                                                    | 1907 | Baugeschichtlich von Bedeutung. Putzfassade, Betonfenstergewände und -gesims, rot gefärbt, leichte Schwebegiebel, originale Türen, Fenster, Balkon mit Steinbalustrade, heute Wohnhaus und Verwaltungsgebäude der Firma Nöbel. | 09235368 |
| Direkt Bild zu diesem Denkmal hochladen | Häuslerhaus in offener Bebauung | Anger 9 (Karte)                                                    | 1786 | Originales mit Schiefer bzw. Holz verblendetes Fachwerkhaus, von städtebaulichem und baugeschichtlichem Wert. Fachwerk-Obergeschoss, teilw. verschiefert bzw. verkleidet, Satteldach, Erdgeschoss wahrscheinlich teilw. Fachwerk, Porphyrfenster- und -türgewände, Hakenhof. | 09235367 |
| Direkt Bild zu diesem Denkmal hochladen | Häuslerhaus in offener Bebauung | Anger 13 (Karte)                                                   | Um 1800 | Zeittypisches, kleines Wohnhaus, teilweise mit verkleidetem Fachwerk, von städtebaulichem und baugeschichtlichem Wert. Fachwerk-Obergeschoss verkleidet bzw. verputzt, Erdgeschoss massiv, Porphyrfenstergewände, Satteldach, traufseitiger Anbau, sehr klein, guter Originalbestand. | 09235370 |
| Direkt Bild zu diesem Denkmal hochladen | Wohnhaus in offener Bebauung | Bahnhofstraße 2 (Karte)                                            | Bezeichnet mit 1882 | Schlichter Putzbau von städtebaulichem Wert. Zweigeschossig, fünf Achsen, Krüppelwalmdach, Türportal und Fenstergewände teilweise erneuert, Schleppgauben, Tür mit geradem Sturz, bezeichnet mit 1882. | 09235384 |
| Direkt Bild zu diesem Denkmal hochladen | Wohnhaus in offener Bebauung | Bahnhofstraße 10 (Karte)                                           | Um 1820 | Markanter Fachwerkbau in gutem Originalzustand, von städtebaulichem und baugeschichtlichem Wert. Satteldach, Fachwerk-Obergeschoss, Erdgeschoss massiv, originale Tür- und Fenstergewände, guter Originalbestand, zweigeschossig, fünf Achsen. | 09235385 |
|                                         | Rathaus, mit Einfriedung und vorgelagerter Grünanlage | Bahnhofstraße 16 (Karte)                                           | 1923 bis 1925 | Breit gelagerter, repräsentativer Putzbau mit Porphyrgliederung, in sehr gutem Originalzustand, von baugeschichtlichem und städtebaulichem Wert. Auch Standesamt und Spar- und Girokasse, zweigeschossig, Walmdach, vorspringender Mittelbau mit kurzen Seitenflügeln, 13 Achsen, kleiner Dachreiter mit Uhr, originale Innenausstattung, Walmdach mit Biberschwanzdoppeldeckung, beiderseits der Tür Inschrifttafel „Befreiung durch die Alliierten am 9.10.1945, Verbrüderung mit der UdSSR, nie wieder Militarismus“ rechts der Tür „Ausrottung der teuflischen Rassenlehre, keine Wiederholung d. Fehler von 1943. Männer und Frauen ans Werk“, Sowjetstern. Ehemaliger Ratskeller mit Kegelbahn abgebrochen. | 09235363 |
| Weitere Bilder                          | Empfangsgebäude, Gartenlokal (neben dem Empfangsgebäude) mit Gastwirtschaftsgarten, zwei Stellwerke (Stellwerk W1 mit technischer Ausstattung), Bahnsteigüberdachungen, Gleise, Stützmauer, Güterschuppen, Eisenbahnbrücke (km 32,110, Anger/Bahnhofstraße) sowie Eisenbahnbrücke (km 31,4, Bahnhofstraße), drei Signalanlagen, Weichenstellanlage, zwei Telegrafenmasten des Bahnhofs Wechselburg (Einzeldenkmale der Sachgesamtheit 09306172) | Bahnhofstraße 21 (Karte)                                           | 1875 (Eisenbahnbrücke); um 1875 (Unterführung); 1902 (Stellwerk); 1905 (Empfangsgebäude); um 1910 (Gartenlokal)                                                                                  | Einzeldenkmale der Sachgesamtheit Muldentalbahn; Station der Bahnstrecke Wechselburg–Küchwald (6633; sä. WbC, Chemnitztalbahn) und Muldentalbahn mit vollständig erhaltener technischer Ausstattung, Seltenheitswert, eisenbahn-, technik- und ortsgeschichtlicher Wert. - Empfangsgebäude: Putzfassade, Fenster mit rotem Klinker umrahmt, ebenso die Türumrahmung, originale Türen und Fenster, dort Oberlichter mit Sprossenteilung, im Dachbereich Veränderungen, Eingangstür mit weit überkragendem Dach, Gesimsband aus Klinker - Stellwerke: - W1, mechanisches Stellwerk, Typ Jüdel 6000 mit technischer Ausstattung, einfacher Typenbau, zweigeschossig, roter Klinker mit flach geneigtem Satteldach auf rechteckigem Grundriss - Stellwerk B2 Einheitsschlüsselwerk, ohne technische Ausstattung, einfacher Typenbau, zweigeschossig, roter Klinker mit flach geneigtem Satteldach auf rechteckigem Grundriss - Brücke Anger/Bahnhofstraße: Straßenunterführung, steinerne Bogenbrücke einjochig, mit Natursteinverblendung, nahe Bahnhof, einbogig - Brücke Bahnhofstraße: genietete Stahlkonstruktion, gemauerte Natursteinmauerung, saniert 1966 (entrostet) - zwei Bahnsteigüberdachungen mit dem entsprechenden gusseisernen Wetterschutz der Treppen - Wartebereich mit Holzbänken | 09235365 |
| Direkt Bild zu diesem Denkmal hochladen | Wohnhaus in offener Bebauung | Bahnhofstraße 24 (Karte)                                           | 1. Hälfte 19. Jahrhundert | Zeittypischer Fachwerkbau von städtebaulichem und baugeschichtlichem Wert. Fachwerk-Obergeschoss, Erdgeschoss massiv, originale Fenster- und Türgewände, Satteldach, Fachwerk-Obergeschoss teilweise verkleidet, rückwärtiger, massiver Anbau, aufgebrettertes, einfaches Fachwerk mit Eckstreben. | 09235364 |
| Direkt Bild zu diesem Denkmal hochladen | Wohnhaus in geschlossener Bebauung | Brückenstraße 7 (Karte)                                            | Um 1820 | Schlichter Putzbau, von städtebaulichem Wert. Massiv, Fenstergewände, Ziegelmauerwerk verputzt, wichtig für Straßenzug, Türportal bezeichnet mit „155. 1878 GWH.“ | 09235440 |
| Direkt Bild zu diesem Denkmal hochladen | Wohnhaus in halboffener Bebauung | Brückenstraße 8 (Karte)                                            | Um 1800 | Verputzter, kleiner Fachwerkbau in städtebaulich markanter Lage. Zweigeschossig, Satteldach, Fachwerk-Obergeschoss, Giebel massiv, vier Achsen, Tür- und Sockelbereich verändert. | 09235438 |
| Direkt Bild zu diesem Denkmal hochladen | Wohnhaus in offener Bebauung | Brückenstraße 10 (Karte)                                           | Bezeichnet mit 1823 | Von städtebaulichem und baugeschichtlichem Wert. Zweigeschossig, fünf Achsen, Fachwerk-Obergeschoss verputzt, Giebel verschiefert, Stichbogenportal mit Schlussstein bezeichnet mit 1823, am Türportal bezeichnet mit „No. 168“, Satteldach. | 09235435 |
|                                         | Wohnhaus in offener Bebauung | Brückenstraße 16 (Karte)                                           | Um 1800 | Städtebaulich markanter Fachwerkbau, von baugeschichtlichem Wert. Fachwerk-Obergeschoss, Erdgeschoss massiv, Giebel verschiefert, einfaches Fachwerk mit Eckstreben, giebelseitige Verlängerung mit Schleppdach, Fenstergewände vermutlich teilweise erneuert, Porphyrtuff, am Türportal bezeichnet mit 1723, zweigeschossig, fünf Achsen. | 09235437 |
| Direkt Bild zu diesem Denkmal hochladen | Zwei winkelförmig angeordnete Hintergebäude | Brückenstraße 18 (Karte)                                           | Um 1800 | Original erhaltene Fachwerkgebäude, städtebaulich bedeutsam durch markanten Standort vor der Ottokirche. Fachwerk-Obergeschoss, Erdgeschoss massiv, Garageneinbau, wichtig für Ortsbild und Siedlungsstruktur. | 09235436 |
| Direkt Bild zu diesem Denkmal hochladen | Wohnhaus in offener Bebauung | Brückenstraße 21 (Karte)                                           | 1629 | Städtebaulich markantes, verputztes Fachwerkgebäude, von großer bauhistorischer Bedeutung. Fachwerk-Obergeschoss verputzt, Erdgeschoss massiv, Fenster- und Türgewände Porphyr, Satteldach, Giebeldreieck verbrettert, sehr kleines Bauwerk, drei Achsen, zweigeschossig, an Straßenseite eingeschossig, wichtig für Ortsbild, traufseitig erweitert, dadurch Frackdach, Ziegelmauerwerk im Erdgeschoss und in der Erweiterung, ehemaliger, Ständerbau, Eckständer mit blattsassen erhalten, das Haus wurde nachträglich massiv mit Bruchsteinmauerwerk unterfahren – ca. um 1800, dabei Einbau von porphyrtufffenstergewänden mit jeweils einer umlaufenden Hohlkehle, an Gartenseite kragt das Giebeldreieck leicht vor, im Inneren des Hauses umfangreiche Modernisierungsmaßnahmen – hierbei alle alten Türen entfernt und vermutlich die Grundrisse verändert, der Dachstuhl – ein Kehlbalkendach – blieb original erhalten, die Sparren wurden auf die Deckenbalken geblattet, ebenso die Kehlbalken, die giebelseitigen mittigen Ständer weisen aufgeblattete Fußstreben sowie Kopfstreben auf. | 09235432 |
| Direkt Bild zu diesem Denkmal hochladen | Wohnhaus in offener Bebauung | Brückenstraße 23 (Karte)                                           | Im Kern um 1700 | Markanter Fachwerkbau, von städtebaulichem und baugeschichtlichem Wert. Zweigeschossig, Satteldach, Erdgeschoss massiv, Fachwerk-Obergeschoss, sieben Achsen, Erdgeschoss mit originalen Fenstergewänden und Türportal, Garageneinbau, Frackdach durch traufseitige Erweiterung, stehender Stuhl, Kehlbalken, Haus wurde vermutlich erweitert, auch an der Traufseite Streben teilweise aufgeblattet, so dass zumindest Teile des Hauses um 1700 entstanden. | 09235429 |
| Direkt Bild zu diesem Denkmal hochladen | Wohnhaus in offener Bebauung | Brückenstraße 24 (Karte)                                           | Mitte 18. Jahrhundert | Verputzter Fachwerkbau von städtebaulichem und bauhistorischem Wert. Fachwerk-Obergeschoss verputzt, Erdgeschoss massiv, Satteldach, Fenstergewände um 1800, wichtig für Ortsbild, originale Fensteranordnung und Größe beibehalten, Türportal nicht erhalten. | 09235433 |
|                                         | Mühlenanwesen bestehend aus Mühlengebäude, Wohnhaus und einem Seitengebäude und Hofpflaster | Brückenstraße 25 (Karte)                                           | Um 1800 | Gut erhaltener Gebäudekomplex in Fachwerkbauweise der handwerklichen Müllerei, von bauhistorischer und versorgungsgeschichtliche Bedeutung. - Wohnhaus: zweigeschossig, Krüppelwalmdach, zur Mühle gehörend, neun Achsen, Fachwerk-Obergeschoss verputzt, sehr schöne originale zweiflügelige Haustür aus der Zeit um 1900 mit Ziervergitterung - Seitengebäude: kleines Bauwerk, wahrscheinlich ursprünglich Stall, Fachwerk-Obergeschoss verkleidet, Satteldach - Mühlengebäude: wahrscheinlich ehemals Wohnhaus, Scheunenteil mit Tordurchfahrt, Tür im Obergeschoss, Fachwerk-Obergeschoss, Erdgeschoss massiv, Türportal mit Oberlicht, Rochlitzer Porphyr, Fenstergewände erhalten Laut alten Karten verlief der Mühlgraben westlich an der Giebelseite des Gebäudes, um 1900 wurde die mehrgeschossige Industriemühle errichtet. | 09235428 |
| Weitere Bilder                          | Industriemühle mit Mühlgrabenteilstück und vier Mühlsteinen sowie Sägemühle mit Sägegatter | Brückenstraße 27 (Karte)                                           | 1876/1877 | Einer der ältesten Mühlenstandorte Sachsens, bis 1960 genutzt, seltene Konstruktion mit unter dem Mühlgebäude durchgeführtem Mühlgraben, ehemals 2 Francisturbinen zum Antrieb der Maschinen, vor der Mühle befinden sich insgesamt vier Mühlsteine, bemerkenswertes Bauensemble von baugeschichtlich, technikgeschichtlich und ortshistorische Bedeutung. - Industriemühle: fünfgeschossiger, repräsentativer Putzbau, neun Achsen, mit Klinkerlisenen, im unteren Bereich mit Porphyr, Satteldach, unter dem Mühlengebäude Durchlass für den Mühlgraben, keine Mühlentechnik erhalten, bezeichnet mit 1877 - alte Sägemühle: ehemalige Sägemühle mit Sägegatter, an dieses angelehnt alter Mühlstein, im Erdgeschoss massiv, verputzt, mit Porphyrfenstergewänden, Fachwerk-Obergeschoss verbrettert, Krüppelwalmdach, daran Zufahrtsrampe - Geschichte: 12. Jahrhundert Klostermühle, urkundliuch 1449, erbaut 1876/77 von Robert Franke, Stilllegung 1960 | 09235427 |
| Direkt Bild zu diesem Denkmal hochladen | Scheune | Brückenstraße 27 (Karte)                                           | Um 1700 | Verkleidete Fachwerkscheune in gutem Originalzustand, vermutlich ursprünglich zur Mühle gehörend, von städtebaulichem und baugeschichtlichem Wert. Fachwerk, teilweise holzverkleidet bzw. andere Verkleidung, Wetterschrägen, Rundbogentür mit Porphyrportal, hangseits Laderampe, Holzverbretterung, Kellerzugang mit rundbogigem Portalgewände aus Porphyrtuff, Fachwerk, teilweise mit aufgeblatteten Kopfstreben. | 09235426 |
| Direkt Bild zu diesem Denkmal hochladen | Gaststätte „Brückenschänke“ in halboffener Bebauung mit nachträglichem Anbau | Brückenstraße 32 (Karte)                                           | Um 1750 | Verputztes Fachwerkhaus, von städtebaulichem, ortsgeschichtlichem und baugeschichtlichem Wert. Zweigeschossig, vier Achsen, vermutlich ursprünglich fünf Achsen, vermutlich Fachwerk-Obergeschoss verputzt, Fenstergewände Porphyrtuff mit zwei Hohlkehlen und Türportal mit waagerechtem Sturz, Anbau wesentlich jünger mit flach geneigtem Satteldach, vermutlich nach 1900, Gasthaus mit Satteldach, Biberschwanzkronendeckung, drei Gauben mit Satteldach. | 09235431 |
| Direkt Bild zu diesem Denkmal hochladen | Wohnhaus in offener Bebauung | Brückenstraße 34 (Karte)                                           | Um 1800 | Fachwerkhaus von städtebaulichem und baugeschichtlichem Wert. Erdgeschoss Ziegelmauerwerk, Porphyfenstergewände mit einer Hohlkehlung, einfaches Türportal Porphyr, vermutlich erneuert, Fachwerk-Obergeschoss, regelmäßiges Fachwerk, heute mit Lehmausfachung, ein Giebel massiv aufgemauert, Satteldach geschweift. | 09235430 |
| Direkt Bild zu diesem Denkmal hochladen | Wohnhaus in offener Bebauung | Hohe Gasse 2 (Karte)                                               | Um 1800 | Dominanter, einfacher Fachwerkbau von baugeschichtlichem und städtebaulichem Wert. Fachwerk-Obergeschoss einfach mit Eckstreben, Erdgeschoss massiv, Natursteinmauerwerk verputzt, um 1800, traufseitiger massiver Anbau, Schleppdach hofseitig, Porphyrtürportal mit waagerechtem Gebälk, Krüppelwalmdach, Frackdach, zweigeschossig, 4 × 1 Achse, Porphyrfenstergewände, dominante Lage, städtebaulich bedeutsam. | 09235371 |
| Direkt Bild zu diesem Denkmal hochladen | Wohnhaus in offener Bebauung | Kastanienplatz 1 (Karte)                                           | Um 1850, im Kern älter | Mit Laden, breit gelagerter Putzbau, von städtebaulichem und baugeschichtlichem Wert. Fenster- und Türgewände erhalten, zweigeschossig, sieben Achsen, profilierte Fenstergewände im Obergeschoss, eventuell um 1640, Erdgeschoss Schaufenster, Fenstereinfassungen um 1900/1905, Giebelseite Fachwerk verkleidet, Fensteröffnungen dort verändert, Satteldach mit großem durchlaufendem Dachhecht, Haus möglicherweise im Kern älter, äußerlich Mitte 19. Jahrhundert. | 09235383 |
| Direkt Bild zu diesem Denkmal hochladen | Wohnhaus in halboffener Bebauung | Kastanienplatz 3 (Karte)                                           | Um 1820 | Mit nachträglichem Laden, zeittypisches Gebäude mit teilweise erhaltener Fachwerkkonstruktion von baugeschichtlicher und städtebaulicher Bedeutung. Erdgeschoss massiv, mit nachträglichem Ladeneinbau, Obergeschoss Fachwerk verputzt, Fensteranordnung original erhalten, Satteldach, aus städtebaulichen Gründen denkmalwert. | 09235382 |
| Direkt Bild zu diesem Denkmal hochladen | Wohnhaus in offener Bebauung | Kastanienplatz 4 (Karte)                                           | 1828 | Einfacher spätbarocker Putzbau mit nachträglichem Ladeneinbau, baulich vereinfacht, städtebaulich von Bedeutung. Sieben Achsen, Erdgeschoss Türportal mit waagerechter Verdachung, bezeichnet mit 1828, beiderseits nachträgliche Schaufenster, Sockel mit Porphyrplatten verblendet, Porphyrgewände mit einer Hohlkehlung, Satteldach, städtebaulich wichtig. | 09235441 |
|                                         | Wohnhaus in offener Bebauung | Kastanienplatz 6 (Karte)                                           | Um 1800 | Kleiner, original erhaltener Fachwerkbau von baugeschichtlichem und großem städtebaulichem Wert. Zweigeschossig, 3 × 2 Achsen, Fachwerkobergeschoss, regelmäßig mit Eckstreben, Erdgeschoss massiv, baulich vereinfacht, Satteldach. | 09235442 |
|                                         | Brunnenhaus | Kastanienplatz 6 (vor) (Karte)                                     | Vor 1900 | Singulär von großem historischen Wert. Polygonaler Grundriss, Holzverschalung, flache Welscher Haube mit Schieferdeckung sowie Dachknauf spitz auslaufend. | 09235443 |
| Direkt Bild zu diesem Denkmal hochladen | Wohnhaus in offener Bebauung, mit Einfriedung | Kastanienplatz 7 (Karte)                                           | 1707 Dendro | Städtebaulich markantes Gebäude in sehr gutem Originalzustand; von baugeschichtlicher Bedeutung. - Wohnhaus: zweigeschossiges Gebäude mit Resten der Fachwerkkonstruktion, an der Traufseite verkleidet, Giebel teilweise massiv, im Giebeldreieck Fachwerk verkleidet, Erdgeschoss massiv, Porphyrtuffgewände, ebenso das Türportal Porphyrtuff, Krüppelwalmdach, eine mittig angeordnete Gaube mit Satteldach - Einfriedung: Sockel Bruchsteinmauerwerk/Porphyrtuff sowie Zaunspfeiler aus Porphyr | 09235444 |
|                                         | Wohn- und Geschäftshaus (heute Sparkasse, ehemals Gasthaus „Zum Löwen“) mit Saalanbau, Hintergebäuden sowie Stützmauer mit Einfriedung | Markt 1 (Karte)                                                    | Um 1850 | Stadtgeschichtlich, städtebaulich und baugeschichtlich bedeutsamer Putzbau in sehr gutem Originalzustand. Den Marktplatz prägend, Massivbau, zweigeschossig, sechs Achsen, Putzquaderung über beide Etagen, großer repräsentativer Geschäftseingang – vermutlich nachträglich, ebenfalls mit Porphyrtuffgewände mit waagerechter Verdachung, Gurtgesims profiliert, Porphyrtuff, Walmdach mit veränderter Gaube, Rechteckfenster in regelmäßiger Reihung, auf anderen Dachflächen Gauben mit Satteldach. In den 1920er Jahren Strumpffabrik Vogel, später Sportlerheim, Jugenderholungsheim, Kindergarten u. a., nunmehr u. a. Sparkassenfiliale, mit Bürgersaal mit Rundbogenfenstern im ersten Obergeschoss, rekonstruiert. | 09235411 |
| Direkt Bild zu diesem Denkmal hochladen | Wohnhaus in offener Bebauung | Markt 2 (Karte)                                                    | Um 1800 | Markanter spätbarocker Putzbau mit Laden, von baugeschichtlichem und städtebaulichem Wert, ehemalige Bäckerei. Zweigeschossig, massiv, verputzt, sechs Achsen, Fenstergewände Rochlitzer Porphyrtuff mit einer Hohlkehlung im Erdgeschoss, Stichbogenportal mit Schlussstein ebenfalls Porphyr, profiliertes Kranzgesims, Krüppelwalmdach. | 09235412 |
| Direkt Bild zu diesem Denkmal hochladen | Wohnhaus ehemals in halboffener Bebauung | Markt 4 (Karte)                                                    | Um 1750 | Schlichter Massivbau mit nachträglichem Laden, spätbarock, von städtebaulichem und baugeschichtlichem Wert. Zweigeschossig, 4 × 3 Achsen, Krüppelwalmdach, Biberschwanzdoppeldeckung, zwei Gauben mit Satteldach – möglicherweise nachträglich, Sockel mit Riemchen nachträglich verblendet, Fenstergewände mit doppelter Hohlkehlung im Erdgeschoss, an der hinteren Traufseite Anbauten. | 09235414 |
|                                         | Pfarrhaus und Speicher sowie Einfriedungsmauer und Pforte zur Stadtkirche zwischen Pfarrhaus und Kantorat | Markt 6 (Karte)                                                    | Vor 1600 | Hausgeschichtlich seltener Bau, besonders wertvolles Ensemble von großem städtebaulichem und ortsgeschichtlichem Wert. - Pfarrhaus: im Kern vermutlich 17. Jahrhundert mit teilweise erhaltenen Renaissancefenstergewänden, mächtiger massiver zweigeschossiger Putzbau mit geschweiftem Satteldach, teilweise erhaltene profilierte Renaissancegewände vermutlich um 1600, zeitgleich Stichbogenportal mit Wappenkartusche am Haupteingang - neben Pfarrhaus Pforte mit Korbbogen bzw. Rundbogen - Speicher: zweigeschossig, etwa quadratischer Grundriss, rundbogiges Porphyrgewände, Eckquaderung, Mauerwerk im Erdgeschoss Porphyr verputzt, Fachwerkobergeschoss zweiriegelig leicht vorkragend mit einer Fensteröffnung, Satteldach mit Biberschwanzkronendeckung | 09235415 |
| Direkt Bild zu diesem Denkmal hochladen | Ehemaliges Kantorat, heute Wohnhaus mit Nebengebäude | Markt 7 (Karte)                                                    | 2. Hälfte 19. Jahrhundert | Gut proportionierte Putzbauten von städtebaulichem und bau- und ortsgeschichtlichem Wert | 09235416 |
| Weitere Bilder                          | Kirche St. Otto (mit Ausstattung) | Markt 8 (Karte)                                                    | 1730–1737 (Kirche); 1737 (Altaraufbau); Ende 18. Jahrhundert (Taufe, Lesepult und Porphyrtaufe)                                                                                                  | Barocke Saalkirche mit eingezogenem, dreiseitig geschlossenem Chor, im Westturm romanische Reste, ortsbildprägende Lage am Markt, baugeschichtlich, baukünstlerisch und städtebaulich von Bedeutung. Nach Entwurf von J. Hermann, Turm mit Welscher Haube von 1765 im Inneren Emporen, zweigeschossig, Logen, Sakristei, Holzaltar mit Kreuzigungsgemälde, Kopie nach C. W. E. Dietrich von L. Castelli 1737, hölzerne Taufe, Orgel 1781 von J. J. Schramm, Pfarrerbildnis A. Fleming 1650, Stuckdecke bezeichnet mit 1734. | 09235421 |
| Weitere Bilder                          | Denkmal für Gefallene des Ersten Weltkrieges sowie Grabstein für Johann Gottfried Kretzschmar, anonymer Porphyrgrabstein, Grabstein für Ehefrau A. Flemings sowie Umfassungsmauer um die Kirche | Markt 8 (vor) (Karte)                                              | 18. Jahrhundert (Grabmal Ursula Abraham); 19. Jahrhundert (anonymes Grabmal); 1840 (Grabmal Johann Gottfried Kretzschmar); 1921 (Kriegerdenkmal)                                                 | Stadtgeschichtlich und städtebaulich bedeutsame Denkmale in gutem Originalzustand. - Inschrift Grabstein Ehefrau Flemings: „ALL HIE RUHET IN IHREM/UND UNSEREM ERLÖSER/UND SELIGMACHER/ESV/CHRISTO FARW VASVLA ABRAHAM FLEMIGS/PFARRERS ZUR WECHSEL/BURGK EHELICHE HAUSFRAW ANDERER EHE“ an der Nordostecke der Kirche - Gedenkstein Erster Weltkrieg: Obelisk mit Namen und Eisernem Kreuz mit Umfassungsmauer und Bänken – alles aus Porphyrtuff - weiterhin an der Nordseite der Kirche Grabstein für Johann Gottfried Kretzschmar, Gutsbesitzer in Göppers, 1846 gest., Sockel mit Porphyrsäule und aufgesetzter Inschrifttafel sowie Urne - weiterer Grabstein ohne Inschrifttafel mit Porphyrsockel mit Aufbau und steinerner Urne | 09235422 |
| Weitere Bilder                          | Kloster mit Stiftskirche und Schlossanlage mit Schlosspark (Sachgesamtheit) | Markt 9, 10, 11, 12, 16, 17 (Karte)                                | 1160–1180 (Stiftskirche); um 1500 (kleines Schloss); 1753–1756 (barocker Garten) | Sachgesamtheit Kloster mit Stiftskirche und Schlossanlage mit Schlosspark, bestehend aus der Stiftskirche mit Ausstattung (09235417, Markt 12), dem Äußeren Torhaus mit Kapelle (09235423, Markt 9), dem Schloss mit anschließenden Wirtschaftsgebäuden (09235418, Markt 10), dem sog. Kleinen Schloss (09235419, Markt 11), Wohnhaus mit Wirtschaftsgebäude (09235424, Markt 16, 17) sowie dem Schlosspark (Gartendenkmal – Barocker Garten und Landschaftspark) mit Terrassen, Treppenanlage und Wandbrunnen, Säulenpavillon, Resten der Ausstattung: Hundedenkmal, sogenannte gotische Kapelle, Mariensäule, Lourdesgrotte (alle Sachgesamtheitsteile); Ensemble von außerordentlich großer geschichtlicher, künstlerischer und landschaftsprägender Bedeutung | 09235420 |
|                                         | Torhaus mit Kapelle (äußeres Tor des ehemaligen Klosters), Einzeldenkmal der Sachgesamtheit 09235420 | Markt 9 (Karte)                                                    | Um 1476 | Einzeldenkmal der Sachgesamtheit Kloster mit Stiftskirche und Schlossanlage mit Schlosspark; bauhistorisch bedeutender Massivbau. Verschiedene Bauphasen, wahrscheinlich um 1476 errichtet, im 17. Jahrhundert und 1723/25 verändert, mit Torkapelle, spitzbogiges Portal mit durchsteckten Rund- und Birnstäben, Pforte mit gedoppelter Holztür und Holzangel, Tor fehlt, anderes Torportal jünger, gehörte zu Wirtschaftshof des spätgotischen Klosters. | 09235423 |
| Weitere Bilder                          | Ehemaliges Schloss mit anschließenden Wirtschaftsgebäuden, dreiflügelige barocke Anlage, errichtet unter Verwendung älterer Teile der ehemaligen Klosteranlage (Einzeldenkmal der Sachgesamtheit 09235420) | Markt 10 (Karte)                                                   | 1753 bis 1756 | Einzeldenkmal der Sachgesamtheit Kloster mit Stiftskirche und Schlossanlage mit Schlosspark; gut erhaltener Schlosskomplex mit anschließendem Park, von bau- und kunstgeschichtlicher sowie regional- und landesgeschichtlicher Bedeutung. Anstelle eines ehemaligen Klostergebäudes errichtet, dreiflüglige Anlage, zweigeschossig, Mansarddach, hofseitig kreuzgratgewölbte Flure, klassizistische Saalausstattung, heute Kinderkrankenhaus, bis 1945 Wohnsitz der gräflichen Familie Schönburg-Glauchau, romanisches Kellergeschoss im Südflügel, hofseitig Portal bezeichnet mit 1623, terrassiertes Gelände mit Böschungsmauer und Geländer, teilweise Porphyrtuff. | 09235418 |
|                                         | Kleines Schloss, später Wirtschaftsgebäude (Einzeldenkmal der Sachgesamtheit 09235420) | Markt 11 (Karte)                                                   | Vor 1500 | Einzeldenkmal der Sachgesamtheit Kloster mit Stiftskirche und Schlossanlage mit Schlosspark; dem Schloss westlich vorgelagerter, teilweise spätgotischer Bau von baugeschichtlicher Bedeutung. Beidseitig mit einem profilierten Vorhangbogenfenster, verändert im 18. Jahrhundert, zweiflügelige Anlage am Schloss angebaut, im Inneren wertvolle Architekturdetails, äußerlich stark verändert, teilweise spätgotisch. | 09235419 |
| Weitere Bilder                          | Stiftskirche Zum Heiligen Kreuz mit Ausstattung sowie inneres Torhaus (Einzeldenkmal der Sachgesamtheit 09235420) | Markt 12 (Karte)                                                   | 1160–1180 (Stiftskirche); um 1500 (Christusfigur); um 1510 (Schnitzaltar in der Hauptapsis und Schnitzaltar in der Nordapsis); 1980 (Orgel)                                                      | Einzeldenkmal der Sachgesamtheit Kloster mit Stiftskirche und Schlossanlage mit Schlosspark; architektur-, kunst- und kulturgeschichtlich überregional bedeutsames Bauwerk der Romanik. Eines der besterhaltenen romanischen Bauwerke östlich der Saale, dreischiffige Pfeilerbasilika über kreuzförmigem Grundriss, Osten drei Apsiden, eine davon im 17. Jahrhundert abgebrochen, als flache Nische 1869 wieder hergestellt. Lettner: 1230 bis 1235, abgebrochen 1683, wieder aufgebaut 1971/72, inneres Torhaus der Vorhalle vorgelagert: im 14. oder 15. Jahrhundert, mit Wendelstein von 1476. | 09235417 |
| Direkt Bild zu diesem Denkmal hochladen | Wohnhaus mit Wirtschaftsgebäude (Einzeldenkmal der Sachgesamtheit 09235420) | Markt 16, 17 (Karte)                                               | 1. Drittel 19. Jahrhundert | Einzeldenkmal der Sachgesamtheit Kloster mit Stiftskirche und Schlossanlage mit Schlosspark; zeittypischer Putzbau, von baugeschichtlicher Bedeutung. Angebaut an äußeres Torhaus, zweigeschossiger, abgewinkelter Putzbau mit Porphyrfenstergewänden und Porphyrtürportal, Satteldach mit Biberschwanzdoppeldeckung und Fledermausluken, an dieses Haus angebaut Neubau (vermutlich um 1960/70, eventuell auch jünger), dieser ohne Denkmalwert. | 09235424 |
| Weitere Bilder                          | Wohnhaus in halboffener Bebauung, ehemals Diakonissenanstalt bzw. Schule | Markt 18 (Karte)                                                   | Vor 1600 | Putzbau mit Porphyrtuffgliederungen, Sitznischenportal mit Beschlagwerk, 1843-1849 hier erste sächsische Diakonissenanstalt, eingerichtet von Gräfin Amalie von Schönburg, bau-, orts- und sozialgeschichtliche Bedeutung. Zweigeschossig, breit gelagert, acht Achsen – vermutlich verlängert, Krüppelwalmdach, Biberschwanzdoppeldeckung, gut erhaltenes Sitznischenportal, Fenstergewände mit zweifacher Hohlkehlung, am Haus angebracht Porphyrtafel mit der Inschrift „Erste Sächsische Diakonissenanstalt Anno 1843“, vor dem Gebäude Wildpflaster. | 09235407 |
|                                         | Wohnhaus in geschlossener Bebauung, ehemalige Apotheke | Markt 19 (Karte)                                                   | Um 1800 | Fachwerkhaus von ortsbildprägender und baugeschichtlicher Bedeutung. Zweigeschossig, sieben Achsen, Erdgeschoss massiv, Fenstergewände und Türportale Porphyrtuff, Fachwerkobergeschoss engstielig mit Streben an den Ecken, Mansarddach, Gauben mit Satteldach bzw. Schleppdach, nachträglich zusätzliche Gauben aufgesetzt, Fenstergewände mit zweifacher Hohlkehlung. | 09235408 |
|                                         | Wohn- und Geschäftshaus in halboffener Bebauung, ehemals Volksbank | Markt 20 (Karte)                                                   | Um 1890 | Breit gelagerter Klinkerbau von großem städtebaulichem und baugeschichtlichem Wert. Repräsentatives Gebäude, platzprägend, zweigeschossig, zwei Seitenrisalite, mittiger Eingang mit Treppe, repräsentatives Portalgewände, originale Haustüren, Gurtgesims, Sockel Polygonmauerwerk, Fassade roter Klinker, schwarze glasierte Ziegel als Ornament, hintere Traufseite zwei Balkone, Giebel und hintere Traufseite verputzt, Satteldach, mittig zweiachsiger Dacherker mit Segmentbogen abschließend und mit Muschelmotiv dekoriert, flankiert von zwei Gauben mit weit vorkragenden Satteldächern, zwei Zwerchgiebel über Seitenrisaliten. | 09235409 |
| Direkt Bild zu diesem Denkmal hochladen | Wohnhaus in Ecklage sowie Nebengebäude (in der angrenzenden Gasse) | Markt 21 (Karte)                                                   | Um 1800 | Mit nachträglichem Ladeneinbau, massiver Putzbau von städtebaulichem und baugeschichtlichem Wert. Zweigeschossig, fünf Achsen, Fenstergewände Porphyrtuff, Krüppelwalmdach mit Biberschwanzkronendeckung, mächtiger Dachhecht mit Schleppdach, ansonsten sehr einfach, von städtebaulichem und baugeschichtlichem Wert. | 09235410 |
| Weitere Bilder                          | Meilenstein | Rochlitzer Straße (Karte)                                          | Nach 1858 | Königlich-Sächsischer Meilenstein, Stationsstein, Straße nach Nöbeln, verkehrsgeschichtlich von Bedeutung. Sandstein, ca. 1,00 m hoch, stark verwittert, Inschriften unlesbar, Krone abgebrochen. | 09235455 |
| Direkt Bild zu diesem Denkmal hochladen | Friedhofskapelle, Friedhofsmauer sowie klassizistischer Grabstein (ohne Namen – Ende 18. Jahrhundert) und Erbbegräbnis Familie Knorr, Erbbegräbnis Familie Nobel sowie ehemaliges Erbbegräbnis (heute Gemeinschaftsgrab) | Rochlitzer Straße (Karte)                                          | Ende 18. Jahrhundert (anonymer Grabstein); 1851 (Friedhofskapelle); um 1900 (Erbbegräbnis Familie Nobel); 1901 (Gemeinschaftsgrab, ursprünglich Erbbegräbnis); 1925 (Erbbegräbnis Familie Knorr) | Stadtgeschichtlich und geschichtlich bedeutsam. - Friedhofskapelle: eingeschossiger Putzbau über viereckigem Grundriss, Walmdach mit zwei kleinen Kreuzen, Dachdeckung erneuert, großes Stichbogenportal mit Datierung „1851“, Inschrifttafel „SELIG SIND DIE TOTEN DIE IN DEM/HERREN STERBEN. SIE RUHEN VON IHRER/ ARBEIT UND IHRE WERKE/FOLGEN IHNEN NACH“ - Gemeinschaftsgrab: ursprünglich Erbbegräbnis von 1901 - Erbbegräbnis Familie Knorr: 1925, Wandstelle Porphyrtuff, einfache architektonische Gestaltung, Porphyrschriftplatte - Erbbegräbnis Familie Nobel: Wandstelle mit Schrifttafeln, mittleres Feld mit Bekrönungen und Kannelierungen, Porphyrtuff sowie Einfassung durchbrochene Umfassungsmauer – ebenfalls Porphyrtuff - klassizistische anonyme Grabstelle: kannelierte Säule mit Lorbeergehänge und steinerner Urne ohne Inschrift | 09235454 |
| Direkt Bild zu diesem Denkmal hochladen | Wohnhaus in offener Bebauung | Rochlitzer Straße 12 (Karte)                                       | Um 1830 | Traditionelles Gebäude mit Fachwerkkonstruktion von baugeschichtlicher und städtebaulicher Bedeutung. Zweigeschossig, fünf Achsen, Erdgeschoss Bruchsteinmauerwerk verputzt mit Porphyrtuffgewänden und Türeinfassungen mit Zahnschnitt und waagerechtem Gebälk, Fachwerkobergeschoss verkleidet mit original angeordneten Fensterachsen, Krüppelwalmdach mit Biberschwanzkronendeckung. | 09235379 |
| Direkt Bild zu diesem Denkmal hochladen | Wohnhaus in offener Bebauung | Rochlitzer Straße 15 (Karte)                                       | 1828 | Zeittypischer, spätbarocker Putzbau (teilweise mit erhaltener Fachwerkkonstruktion) von baugeschichtlichem und städtebaulichem Wert. Erdgeschoss Bruchsteinmauerwerk, Porphyrtuffgewände, teilweise mit zweifacher Kehlung, Obergeschoss Traufseite Fachwerk verputzt, Giebelseite massiv, Krüppelwalmdach, großer Dacherker zweiachsig mit Satteldach, beiderseits des Dacherkers Dachhecht. | 09235380 |
| Direkt Bild zu diesem Denkmal hochladen | Wohnhaus in offener Bebauung | Rochlitzer Straße 16 (Karte)                                       | Um 1820 | Spätbarocker, originaler Bau, teilweise mit Fachwerkkonstruktion, baugeschichtlich von Bedeutung. Zweigeschossig, vier Achsen, Porphyrtuffgewände und -türeinfassung mit waagerechtem Gebälk, giebelseitig Fachwerk erhalten, ein alter Fensterladen, Haustür um 1900, Satteldach. | 09235375 |
| Direkt Bild zu diesem Denkmal hochladen | Scheune, ehemals mit Nr. 15 eine Einheit bildend | Rochlitzer Straße 17 (Karte)                                       | Bezeichnet mit 1828 | Massive original erhaltene Scheune von großem baugeschichtlichem Wert. Eingeschossig, Bruchsteinmauerwerk verputzt, mittig großes Tor Porphyrtuff mit Prellstein, Schlussstein bezeichnet mit „R.1828“, Fenster schlitzförmig, mit Porphyrtuffgewänden, Satteldach. | 09235767 |
| Direkt Bild zu diesem Denkmal hochladen | Wohnhaus in halboffener Bebauung | Rochlitzer Straße 18 (Karte)                                       | Schlussstein bezeichnet mit 1796 | Mit Laden, spätbarocker Putzbau von städtebaulichem und baugeschichtlichem Wert. Zweigeschossig, fünf Achsen, Erdgeschoss mit Stichbogenportal und Schlussstein aus Rochlitzer Porphyrtuff, Schlussstein bezeichnet mit 1796, Fenstergewände gleiches Material, rechts neben der Eingangstür ehemaliges Ladenfenster, dessen Gewände mit zweifacher Kehlung, Satteldach. | 09235373 |
| Direkt Bild zu diesem Denkmal hochladen | Wohnhaus in halboffener Bebauung | Rochlitzer Straße 19 (Karte)                                       | Bezeichnet mit 1828 | Zeittypischer spätbarocker Putzbau in sehr gutem Originalzustand von städtebaulichem und baugeschichtlichem Wert. Zweigeschossig, vier Achsen, Porphyrtuffgewände und -türeinfassungen, Stichbogenportal mit Schlussstein, bezeichnet mit „1828 G.L.“, Sockel mit Porphyrtuffplatten verblendet, Krüppelwalmdach – heute mit Schieferdeckung. | 09235377 |
| Direkt Bild zu diesem Denkmal hochladen | Wohnhaus in halboffener Bebauung | Rochlitzer Straße 20 (Karte)                                       | Um 1800 | Spätbarockes Wohnhaus, teilweise Fachwerk, städtebaulich markant. Zweigeschossig, 3 × 5 Achsen, Erdgeschoss massiv, Fachwerkobergeschoss verkleidet bzw. verputzt, steiles Krüppelwalmdach, Dachliegefenster. | 09235372 |
| Direkt Bild zu diesem Denkmal hochladen | Wohnhaus in halboffener Bebauung | Rochlitzer Straße 21 (Karte)                                       | 2. Hälfte 18. Jahrhundert | Spätbarocker Putzbau in gutem Originalzustand, von baugeschichtlichem und städtebaulichem Wert. Zweigeschossig, fünf Achsen, unregelmäßig angeordnet, möglicherweise zwei Bauphasen, Fenstergewände Porphyrtuff mit zweifacher Hohlkehlung, Fassade vorgewölbt, Sockel Porphyrtuffverblendungen- auch in unterschiedlicher Ausführung, flach geneigtes Satteldach, Giebel Fachwerk, verkleidet. | 09235376 |
|                                         | Gasthaus „Sächsischer Hof“ (zwei Hausteile) in geschlossener Bebauung | Schloßstraße 1 (Karte)                                             | Um 1750 | Spätbarockes Gasthaus mit originaler Raumstruktur von außerordentlich großer baugeschichtlicher Bedeutung. Zweigeschossiger Massivbau mit Porphyrfenstergewänden, im Erdgeschoss teilweise mit zweifacher Kehlung, Segmentbogentürportal, große Tordurchfahrt, im Inneren originale Raumstruktur mit angewendelter Treppe, langem Gang, im Hof noch Hintergebäude anschließend, weitere Tordurchfahrt in der nachträglichen Erweiterung des Gasthofes, steiles Satteldach mit Biberschwanzdoppeldeckung. | 09235445 |
| Direkt Bild zu diesem Denkmal hochladen | Wohnhaus in halboffener Bebauung | Schloßstraße 2 (Karte)                                             | Um 1870 | Zeittypischer Putzbau mit Laden in sehr gutem Originalzustand von städtebaulichem und baugeschichtlichem Wert. Breit gelagert, zweigeschossig, sechs Achsen, Fenstergewände und Türeinfassungen Porphyrtuff ebenso der Sockel, auch die Schaufenstereinfassung und die Eckquaderung Porphyrtuff, feines Gesims oberhalb der Fenster im ersten Obergeschoss, schlichtes gut angepasstes Gebäude aus dem ausgehenden 19. Jahrhundert. | 09235447 |
|                                         | Wohnhaus in geschlossener Bebauung | Schloßstraße 5 (Karte)                                             | 1823 | Spätbarocker Putzbau mit Laden (ehemals Bäcker) von baugeschichtlichem und städtebaulichem Wert. Zweigeschossig, sechs Achsen, Fenstergewände und Türeinfassungen Porphyrtuff, seitlich große Tordurchfahrt mit Holztür aus der Zeit um 1900, Fenster vereinfacht, Satteldach, Einfachgaube mit Satteldach nachträglich, über der ehemaligen Ladentür Inschrift „August Friedrich Koelbel. 1823“, in der Mitte Brezeldarstellung als Innungszeichen der Bäcker. | 09235471 |
| Direkt Bild zu diesem Denkmal hochladen | Wohnhaus in geschlossener Bebauung | Schloßstraße 9 (Karte)                                             | Um 1820 | Einfacher Putzbau von städtebaulichem und baugeschichtlichem Wert. Zweigeschossig, vier Achsen, Fenster- und Türeinfassungen Porphyrtuff, Sockel mit Porphyrtuffplatten verkleidet, Satteldach, zwei einfache Gauben. | 09235448 |
| Direkt Bild zu diesem Denkmal hochladen | Wohnhaus in geschlossener Bebauung | Schloßstraße 11 (Karte)                                            | Um 1820 | Spätbarocker Putzbau mit nachträglichem Laden von städtebaulichem und baugeschichtlichem Wert (leicht überformt). Zweigeschossig, vier Achsen, im Erdgeschoss nachträglich Ladenfront eingefügt, Sockel Klinker, alle Fenster- und Türöffnungen mit Porphyreinfassungen, die Fensterlaibungen im Inneren offensichtlich mit Korbbögen, im DG zweiachsiger Dacherker mit Rundfenster, zwei flankierende Schleppgauben, Dachdeckung und Gauben vereinfacht. | 09235449 |
| Direkt Bild zu diesem Denkmal hochladen | Wohnhaus in geschlossener Bebauung | Schloßstraße 13 (Karte)                                            | Um 1820 | Spätbarocker Putzbau von städtebaulichem und baugeschichtlichem Wert. Zweigeschossig, vier Achsen, gleiche Gestaltung wie die Nachbarhäuser, als Teil einer geschlossen erhaltenen spätbarocken Häuserzeile von städtebaulichem Wert. | 09235450 |
| Direkt Bild zu diesem Denkmal hochladen | Wohnhaus in geschlossener Bebauung | Schloßstraße 15 (Karte)                                            | Um 1820 | Zeittypischer Putzbau von baugeschichtlichem und städtebaulichem Wert. Spätbarockes Wohnhaus, zweigeschossig, vier Achsen, im Erdgeschoss altes ursprüngliches Ladenfenster, alle Fenster und Türen durch Porphyrtuffgewände eingefasst, Satteldach, Biberschwanzkronendeckung, zwei Gauben mit Satteldach. | 09235451 |
|                                         | Wohnhaus in geschlossener Bebauung | Schloßstraße 17 (Karte)                                            | Nach 1823 | Spätbarocker Putzbau mit Porphyrgewänden in sehr gutem Originalzustand von städtebaulichem und baugeschichtlichem Wert. Inschrifttafel am Haus über dem Türportal: „Abgebrannt den 5.Apr. 1823/und wieder aufgebaut/J.H.L.Martin“, profiliertes Türportal profiliert mit waagrechter Verdachung, Fenstergewände Porphyr, zweigeschossig, vier Achsen, Satteldach, ähnliche Gestaltung wie die Nachbarhäuser, Sockel mit Porphyr verkleidet, Hauseingangstür 1920er Jahre. | 09235452 |
| Direkt Bild zu diesem Denkmal hochladen | Wohnhaus in geschlossener Bebauung und steinerne Bank vor dem Haus | Schloßstraße 19 (Karte)                                            | Bezeichnet mit 1823 | Zeittypischer spätbarocker Putzbau in sehr gutem Originalzustand von städtebaulichem und baugeschichtlichem Wert. Zweigeschossig, vier Achsen, Porphyrfenstergewände und -türeinfassungen, über dem Türgewände Inschrifttafel: „bezeichnet mit 1823“, Sockel mit Porphyrplatten verblendet, Satteldach mit durchlaufendem Hecht, im Originalzustand erhalten, sehr steiles Satteldach, vor dem Haus steinerne Bank – ebenfalls aus Porphyrtuff. | 09235453 |
| Weitere Bilder                          | Ehemalige Schule mit Anbau und Böschungsmauer entlang der Rochlitzer Straße, heute Archiv des Landratsamtes | Waldstraße 2 (Karte)                                               | 1886 | Breit lagernder Bau, baulich leicht vereinfacht in traditioneller Bauweise von baugeschichtlichem und ortsgeschichtlichem Wert. Zweigeschossig mit zwei Seitenrisaliten, Sockel Polygonmauerwerk/Porphyrtuff, alle Fenstergewände und Türeinfassungen sowie waagerechte Verdachung über der Haustür Porphyrtuff, Schule ist vermutlich im Dachbereich verändert, dort aufgestockt, an die Schule angefügt kleines zweigeschossiges Gebäude (möglicherweise altes Schulgebäude). | 09235378 |
| Direkt Bild zu diesem Denkmal hochladen | Wohnhaus mit Seitenflügel in halboffener Bebauung | Waldstraße 3 (Karte)                                               | Bezeichnet mit 1823 | Spätbarocker Putzbau, vermutlich Bruchsteinmauerwerk, von baugeschichtlichem und städtebaulichem Wert. Breit lagernd, fünf Achsen, zweigeschossig, Erdgeschoss-Fenstergewände entfernt, Obergeschoss Porphyrtuffgewände, die ehemalige Tür heute zugesetzt, darüber Inschrifttafel „J.C.H.1823“, Biberschwanzdoppeldeckung, steiles Krüppelwalmdach, im Giebeldreieck vermutlich Ladeluke. | 09235381 |

## Altzschillen
| Bild                                    | Bezeichnung | Lage                      | Datierung                 | Beschreibung | ID       |
| --------------------------------------- | --- | ------------------------- | ------------------------- | --- | -------- |
| Direkt Bild zu diesem Denkmal hochladen | Westliches Wohnstallhaus sowie nördliches und südliches Seitengebäude eines ehemaligen Vierseithofes                                  | Altzschillen 1 (Karte)    | Nach 1800                 | Alle drei Gebäude in Fachwerkbauweise, baugeschichtlich, sozialgeschichtlich und ortsbildprägend von Bedeutung. Wohnstallhaus sehr guter Originalbestand, Fachwerk-Obergeschoss, Krüppelwalmdach, Erdgeschoss massiv, am Wohnhaus ein Giebel massiv, überkragendes Dach, Giebeldreieck verschiefert, am Seitengebäude verbrettert, steile Dächer, wichtig für Ortsbild. | 09235390 |
|                                         | Nördliches Wohnstallhaus, südliches Seitengebäude und westliche Scheune eines Dreiseithofes sowie Hofmauer mit Toreinfahrt und Pforte | Altzschillen 22 (Karte)   | 1807                      | Repräsentativer Fachwerkhofin gutem Originalzustand mit baugeschichtlicher, wirtschaftsgeschichtlicher und ortsbildprägender Bedeutung. - Wohnhaus: großes, repräsentatives Gebäude, Fachwerk-Obergeschoss, Erdgeschoss massiv, Krüppelwalmdach - kleines Seitengebäude: eventuell Backhaus, neben dem Wohnhaus - Seitengebäude: Fachwerk-Obergeschoss, Erdgeschoss massiv, Porphyrtürgewände, Krüppelwalmdach - Scheune: massiv, Satteldach, spätere Bauzeit - Toreinfahrt: Schlussstein mit Relief eines Pferdes | 09235387 |
| Direkt Bild zu diesem Denkmal hochladen | Häuslerhaus | Altzschillen 30 (Karte)   | 1865                      | Obergeschoss Fachwerk, baugeschichtlich von Bedeutung. Satteldach, Erdgeschoss massiv, Fachwerk-Obergeschoss, giebelseitiger Schuppenanbau. | 09235391 |
|                                         | Häuslerhaus | Altzschillen 32 (Karte)   | Nach 1800                 | Obergeschoss Fachwerk, baugeschichtlich von Bedeutung. Drei Achsen, Fachwerk-Obergeschoss, Erdgeschoss massiv, Frackdach, teilweise im Erdgeschoss verändert, wichtig für Ortsbild, 2005 Leerstand. | 09235392 |
| Direkt Bild zu diesem Denkmal hochladen | Wohnhaus eines ehemaligen Hakenhofes                                                                                                  | Altzschillen 38 (Karte)   | Nach 1800                 | Obergeschoss Fachwerk, baugeschichtlich von Bedeutung. Fachwerk-Obergeschoss, Erdgeschoss massiv, Satteldach, Giebel verputzt, ortsbildprägend durch Lage am Ortseingang. Scheunenanbau vor 2013 abgebrochen. | 09235393 |
| Direkt Bild zu diesem Denkmal hochladen | Südwestliches Seitengebäude (mit Oberlaube) eines Dreiseithofes                                                                       | Corbaer Straße 7 (Karte)  | 2. Hälfte 18. Jahrhundert | Wertvolles, original erhaltenes Seitengebäude mit sechsjochiger Oberlaube von besonderer baugeschichtlicher Bedeutung | 09300107 |
| Direkt Bild zu diesem Denkmal hochladen | Nördliches Wohnstallhaus und westliches Stallgebäude eines Vierseithofes                                                              | Corbaer Straße 11 (Karte) | 1807                      | Beide Gebäude in Fachwerkbauweise mit baugeschichtlicher und ortsbildprägender Bedeutung | 09235389 |

## Carsdorf
| Bild                                    | Bezeichnung                                                                                    | Lage                         | Datierung                                                      | Beschreibung | ID       |
| --------------------------------------- | ---------------------------------------------------------------------------------------------- | ---------------------------- | -------------------------------------------------------------- | --- | -------- |
|                                         | Östliches Seitengebäude und südliche Scheune eines Vierseithofes über winkelförmigem Grundriss | Carsdorfer Straße 1 (Karte)  | Bezeichnet mit 1815 (Seitengebäude); 19. Jahrhundert (Scheune) | Ortsbildprägende Gebäude in Fachwerkbauweise mit baugeschichtlicher Bedeutung. - Seitengebäude (Stallscheune) mit Durchfahrt: Obergeschoss Fachwerk, Giebel verkleidet, Porphyrstichbogentüren, Dachüberstand, alte Biberschwanzdeckung, an der hofabgewandten Seite Porphyrrundbogenportal, dort profilierter Schlussstein mit Pferdemotiv - Scheune: mit Drempel, Fachwerk, ein Teil massiv ausgesetzt | 08955166 |
| Direkt Bild zu diesem Denkmal hochladen | Östliche Scheune eines Bauernhofes                                                             | Carsdorfer Straße 12 (Karte) | Bezeichnet mit 1669                                            | Fachwerk-Scheune von hohem bau- und hausgeschichtlichem Wert. Fachwerk, breite Felder, gekreuzte Kopfstreben, Giebel massiv und im Giebeldreieck eine Seite holzverschalt, die andere Seite Dachpappe, Durchfahrt. | 08955160 |

## Corba
| Bild                                    | Bezeichnung                                                                                 | Lage                    | Datierung                                  | Beschreibung | ID       |
| --------------------------------------- | ------------------------------------------------------------------------------------------- | ----------------------- | ------------------------------------------ | --- | -------- |
| Weitere Bilder                          | Wegestein                                                                                   | (Flurstück 178) (Karte) | 19. Jahrhundert                            | Porphyr, Höhe ca. 55 cm, verkehrsgeschichtlich von Bedeutung | 08955126 |
| Direkt Bild zu diesem Denkmal hochladen | Nordwestliches Seitengebäude und östliche Scheune eines Bauernhofes                         | Corba 8 (Karte)         | Um 1600 (Scheune); um 1800 (Seitengebäude) | Sehr gut erhaltene Fachwerkbauten im ursprünglichen Sinne, baugeschichtlich, hausgeschichtlich und ortsbildprägend von Bedeutung. - Seitengebäude: Obergeschoss Fachwerk mit zahlreichen Streben, Tordurchfahrt, Satteldach - Scheune: breit gelagerter Fachwerkbau mit sehr alter Fachwerkkonstruktion, Giebel verkleidet, Satteldach        | 08955123 |
| Direkt Bild zu diesem Denkmal hochladen | Nördliches Wohnstallhaus, westliches Seitengebäude und östliche Scheune eines Vierseithofes | Corba 9 (Karte)         | Um 1780                                    | Ortsbildprägendes Ensemble in Fachwerkbauweise mit bau- und wirtschaftsgeschichtlicher Bedeutung. - Scheune: Fachwerk - Wohnstallhaus: Obergeschoss Fachwerk mit mehrfacher Schwelle, Reste von Umgebinde, profilierte Türgewände mit Schlussstein, Giebel verbrettert - Seitengebäude: zum Teil auch im Erdgeschoss Fachwerk, mit großem Tor | 08955124 |
|                                         | Ehemaliges Armenhaus                                                                        | Corba 16 (Karte)        | Um 1800                                    | Ortsbildprägender Fachwerkbau mit bau-, orts- und sozialgeschichtlicher Bedeutung. Erdgeschoss und Obergeschoss Fachwerk, ein Giebel verkleidet, der andere massiv, schmaler, hoher Baukörper mit Satteldach. | 08955125 |

## Göhren
| Bild                                    | Bezeichnung | Lage                                     | Datierung | Beschreibung | ID       |
| --------------------------------------- | --- | ---------------------------------------- | --- | --- | -------- |
| Weitere Bilder                          | Straßenbrücke über die Zwickauer Mulde | (Flurstücke 181/1, 183, 153, 89) (Karte) | 1903–1904 | Qualitätvolle Bogenbrücke aus Bruchstein-Mauerwerk; bau- und technikgeschichtlich von Bedeutung. Gemauertes Granulitbruchstein-Gewölbe mit 60 Metern lichter Weite und drei Granit-Gelenken. | 08955156 |
| Weitere Bilder                          | Eisenbahnviadukt über die Zwickauer Mulde (Göhrener Viadukt) | Göhren (östlich der Alten Mühle) (Karte) | 1869–1871 | Imposanter Brückenbau, Eisenbahnbrücke der Bahnstrecke Neukieritzsch–Chemnitz (6385; sä. KC), überspannt die Bahnstrecke Glauchau–Wurzen (Muldentalbahn), gehört neben der Göltzschtalbrücke und der Elstertalbrücke zu den bedeutenden frühen Brückenbauwerken in Sachsen und weltweit, bedeutender Zeuge des sich im 18. Jh. entwickelnden Quaderbrückenbaus, weist eine klare Konstruktion und qualitätsvolle Ausführung auf, baugeschichtlich, verkehrsgeschichtlich, technikgeschichtlich und landschaftsgestaltend von Bedeutung 21-bogige, zweigeschossige Brücke auf hohen Pfeilern, die mittleren Bögen größer. Zahnschnittfries unter der Brüstung. Höhe maximal 68,40 m und einer Länge von ursprünglich 515 m mit 27 Bögen (nach Sanierungsarbeiten zwischen 1982 und 1986 durch Verfüllung der äußeren neun Bögen auf ca. 380 m verkürzt). Das Viadukt befindet sich auf zwei Gemarkungen: Wechselburg/Ortsteil Göhren, Gemarkung Göhren, Flurstücksnummern 175/5, 183, sowie Lunzenau/Ortsteil Cossen, Gemarkung Cossen, Flurstücksnummern 153, 141/3. | 08955127 |
| Weitere Bilder                          | St.-Katharinen- und Georgen-Kirche mit Ausstattung, Kirchhof, Einfriedung des Kirchhofes mit Eingangstor, sieben Grabmale der Familie Lau (ehemalige Müller von Göhren) und Kriegergedenktafel (Platte) neben dem Kircheneingang | Göhren (Karte)                           | Anfang 13. Jahrhundert (Kirche); bezeichnet mit 1512 (Altar); 16. Jahrhundert (Kruzifix); 1795/1796 (Orgel); 1858 (Grabmal)      | Spätromanische St.-Katharinen- und Georgen-Kirche, Ensemble von ortsgeschichtlicher, baugeschichtlicher, baukünstlerischer (Kirche) sowie landschaftsprägender Bedeutung. - Kirche: spätromanisches Schiff mit eingezogenem Rechteckchor, Vorhalle an der Südseite von 1519, ebenso der hohe, oktogonale Dachreiter; im Inneren flachgedecktes Schiff, eine Empore, Chorbogen - Flügelaltar (geschnitzt): von Franz Geringswald, 1512: die Predella mit der Grablegung Katharinas, im Schrein die heilige Anna selbdritt neben Katharina und Georg, im linken Flügel Barbara und Johannes der Täufer, im rechten die Heiligen Martin und Sebastian; an den Flügelaußenseiten die Heiligen Margarete und Elisabeth - spätgotische Sakramentsnische, Porphyr-Taufstein, 1892; großes hölzernes Kruzifix an der Nordseite, 16. Jhdt.; im Süden die Loge der Mühlenbesitzer-Familie Lau - Kriegerdenkmal für die Gefallenen des Ersten Weltkriegs: Porphyrtafel am südlichen Eingangsvorbau - Gräber: auf dem Kirchhof quadratische Pfeiler mit Giebelmotiv und Akroterien als Grabsteine für verschiedene Mühlenbesitzer, 1858, u. a., Sandstein - 1. Grabmal für Christian Bernhard Lau (1828–1873): letzter Mühlenbesitzer aus der Familie Lau, besuchte 1842–1844 die Gewerbeschule Chemnitz; Grabstein vermutlich Sandstein, 2 m hoch, 0,70 m breit, Inschrift nicht mehr lesbar - 2. Grabmal für Dr. Christian Gotthold Lau (1761–1828): Erb- und Mahlmüller in Göhren; Sandstein, 2,10 m hoch, 0,65 m breit, Inschrift u. a. „Friede ruh auf dieser Gruft“, Grabmal mit Skulpturen, die den Müller und die Müllerin darstellen sowie das Familien- und das Handwerkerwappen - 3. und 4. Grabmal: von Pflanzen überwuchert, Inschrift nicht mehr lesbar, Gräber der Familie Lau - 5. Grabmal für Prof. Dr. F. Lau (1907–1973) und dessen Ehefrau Elsa Lau geb. Sichting (1909–1996): älterer Grabstein aus dem 18. Jahrhundert, Inschrift nicht mehr lesbar, Sandstein, 1,60 m hoch, 0,70 m breit; Franz Lau wurde am 18. Februar 1907 in Leipzig geboren, studierte Philosophie und Geschichte, war 1931/1932 Assistent an der Evangelischen Theologischen Fakultät der Universität Leipzig, dann Pastor in Regis, Mitglied im Pfarrernotbund und in der Bekennenden Kirche, 1939–1946 Pfarrer der Martin-Luther-Kirchgemeinde in Dresden, 1946/1947 Superintendent des Kirchenbezirks Dresden-Stadt, 1947–1970 Professor der Kirchengeschichte der Universität Leipzig; Denkmalwert des Grabsteins ergibt sich neben der ortsgeschichtlichen Bedeutung aus dem personengeschichtlichen Wert - 6. Grabmal für Rosina Maria Lau geb. Junghans (1790–1838): Ehefrau des Wilhelm Lau, Inschrift kaum lesbar, eventuell Sandstein, marmorierte Schriftplatte, Grabstein vom Steinmetz Fichtner aus Rochlitz - 7. Grabmal für Johann Christian Wilhelm Lau (1786–1858): Mühlenbesitzer in Göhren, Sandstein, 1,85 m hoch, 0,70 m breit, Grabstein von Steinmetz Fichtner aus Rochlitz - Einfriedungsmauer: vermutlich verputzte Bruchsteinmauer, um 2002 restauriert, zwei Eisengittertore | 08955130 |
| Weitere Bilder                          | Mühlenanwesen mit westlichem Wohnhaus sowie nördlichem und südlichem Seitengebäude | Göhren 1 (Karte)                         | Bezeichnet mit 1747 (Sitznischenportal); 2. Hälfte 19. Jahrhundert (Scheune); 1895 (Müllerwohnhaus und ehemaliges Mühlengebäude) | Anwesen einer Getreidemühle mit Gebäudeteilen aus der Mitte des 18. Jahrhunderts, maßgeblich umgestaltet 1895 und Anfang des 20. Jahrhunderts, Gebäudeensemble mit bau- und ortsgeschichtlicher Bedeutung. - Wohnhaus: vermutlich um 1750 entstanden, zweigeschossig; nach einer Ansichtskarte von 1902 war das Wohnhaus noch nicht errichtet worden, an dieser Stelle steht ein scheunenartiges Gebäude - Seitengebäude: Erdgeschoss massiv, Obergeschoss Fachwerk, Porphyrgewände, Sitznischenportal aus Porphyr bezeichnet mit 1747 - Seitengebäude: Erdgeschoss massiv, Kreuzgratgewölbe mit Farbfassung (Datierung unsicher); wahrscheinlich erst nach 1902 anstelle des Mühlengebäudes am Mühlgraben errichtet; dort auch Versetzung des Portals Die kleine Industriemühle rechts des Mühlgrabens wurde 1912 errichtet und ist nicht Bestandteil des Denkmals. | 08955128 |
|                                         | Wohnhaus | Göhren 1b (Karte)                        | 2. Hälfte 19. Jahrhundert | Ehemalige Bauarbeiterunterkunft für den Brückenbau, ortsgeschichtlich von Bedeutung. Erdgeschoss massiv, Obergeschoss an den Traufseiten verschalt und im Giebel verkleidet, Schweizer Dach (Pfettendach), Sockel in Bruchsteinmauerwerk, an einer Traufseite Mittelrisalit mit Satteldach. | 08955159 |
| Weitere Bilder                          | Villa („Waldcafé“) | Göhren 1d (Karte)                        | Um 1907 | Am Muldenufer gelegene Villa von ortshistorischer Bedeutung. Baukubus mit Walmdach und Ecktürmchen mit Dachhaube, massives Obergeschoss, teilweise Zierfachwerk und Balkon mit Holzbrüstung, aus dem Dach herausgezogener Giebel mit Zierfachwerk, teilweise Gurtgesims, im Erdgeschoss breites Segmentbogenfenster, sonst Rechteckfenster, Auslucht bis ins zweite Obergeschoss reichend mit Balkon, teilweise Ecklisenen, Terrasse, Schleppgauben, Biberschwanz-Deckung. | 08955157 |
| Direkt Bild zu diesem Denkmal hochladen | Wohnhaus | Göhren 8 (Karte)                         | Um 1800 | Einer der wenigen im Ort erhaltenen Fachwerkbauten, baugeschichtlich von Bedeutung. Erdgeschoss massiv, Obergeschoss und Giebel in Fachwerk, drei Seiten verkleidet, Winterfenster, Satteldach. | 08955131 |

## Göppersdorf
| Bild                                    | Bezeichnung                                                         | Lage                        | Datierung                 | Beschreibung | ID       |
| --------------------------------------- | ------------------------------------------------------------------- | --------------------------- | ------------------------- | --- | -------- |
| Direkt Bild zu diesem Denkmal hochladen | Westliches Wohnstallhaus und südliches Ausgedinge eines Bauernhofes | Wiederauer Straße 6 (Karte) | 1. Hälfte 19. Jahrhundert | Beide Gebäude in Fachwerkbauweise, bau- und sozialgeschichtlich von Bedeutung. - Wohnstallhaus: Obergeschoss Fachwerk, Giebel Schiefer, Dachüberstand, Porphyrgewände, Tür mit profiliertem Sturz, Satteldach - Ausgedinge: in beiden Geschossen Fachwerk, Drehflügelfenster, Satteldach | 08955140 |
| Direkt Bild zu diesem Denkmal hochladen | Wohnstallhaus                                                       | Wiederauer Straße 8 (Karte) | Bezeichnet mit 1872       | In seiner Bausubstanz weitestgehend original erhaltener großer Fachwerkbau mit baugeschichtlicher und ortsbildprägender Bedeutung. Obergeschoss Fachwerk, Giebel verkleidet, im Erdgeschoss Porphyrgewände, hohes Satteldach.                                                            | 08955141 |

## Hartha
| Bild                                    | Bezeichnung                                                                                    | Lage                                  | Datierung                                   | Beschreibung | ID       |
| --------------------------------------- | ---------------------------------------------------------------------------------------------- | ------------------------------------- | ------------------------------------------- | --- | -------- |
| Direkt Bild zu diesem Denkmal hochladen | Südwestliches Seitengebäude eines Vierseithofes                                                | Wechselburger Straße 2 (Karte)        | 2. Hälfte 19. Jahrhundert                   | Fachwerkgebäude mit heimatgeschichtlicher Bedeutung. Erdgeschoss massiv, Obergeschoss Fachwerk, typisch für die Zeit, Satteldach. | 08955174 |
| Weitere Bilder                          | Wasserhochbehälter und Druckvorrichtung                                                        | Wechselburger Straße 15 (Karte)       | Ende 19. Jahrhundert                        | Ursprünglich auch noch mit Windrad, diente der Wasserversorgung des Dorfes, versorgungsgeschichtlich und technikgeschichtlich von Bedeutung, baugeschichtlich von Bedeutung. Quadratischer Turm aus Bruchsteinmauerwerk, mit zum Teil erhaltener Balustrade und Kugelbekrönung an den Ecken, seltener Bautypus mit historisierender Gestaltung eines dörflichen Hochbehälters | 08955151 |
|                                         | Grenzstein                                                                                     | Wechselburger Straße 24 (bei) (Karte) | 19. Jahrhundert                             | Ortsgeschichtlich von Bedeutung. Mit den Buchstaben GHA, GS, Rückseite bezeichnet mit 1820, ca. 40 cm hoch, oben halbrund. | 08955152 |
| Weitere Bilder                          | Gedenkstein für die Gefallenen des Ersten Weltkrieges und Gedenkstein 100 Jahre Völkerschlacht | Wechselburger Straße 24 (bei) (Karte) | 1913 (Gedenkstein); nach 1918 (Gedenkstein) | Geschichtlich von Bedeutung. Gedenkstein Erster Weltkrieg: Findling mit Aufschrift. | 09300127 |

## Meusen
| Bild                                    | Bezeichnung | Lage                       | Datierung                                                                                                   | Beschreibung | ID       |
| --------------------------------------- | --- | -------------------------- | --- | --- | -------- |
| Weitere Bilder                          | Windrad mit Wasserpumpstation | (Flurstück 25) (Karte)     | Bezeichnet mit 1905                                                                                         | Eisenkonstruktion, amerikanisches Windrad, versorgungs- und technikgeschichtlich von Bedeutung. Zur Wasserversorgung von Meusen (Windrad wurde zwischen 2020/2021 entfernt; Pumpstation 2022 noch vorhanden). | 08955158 |
| Direkt Bild zu diesem Denkmal hochladen | Südliches Wohnstallhaus, nördliches Seitengebäude, östliches Seitengebäude (mit Oberlaube) und westliche Scheune eines Vierseithofes       | Nöbelner Straße 1 (Karte)  | Um 1800 (Seitengebäude); 2. Hälfte 19. Jahrhundert (Wohnstallhaus, Stallscheune und Scheune)                | Weitestgehend authentisch erhaltene regionaltypische Hofanlage mit baugeschichtlicher, wirtschaftsgeschichtlicher und ortsbildprägender Bedeutung. - Wohnstallhaus: Obergeschoss Fachwerk, Scheune ebenfalls - Stallscheune: Obergeschoss Fachwerk - Seitengebäude: Obergeschoss Fachwerk mit Oberlaube, Brüstung verbrettert | 08955136 |
|                                         | Nördliches Wohnstallhaus, östliches und westliches Seitengebäude sowie südliche Scheune eines Vierseithofes, dazu Pflasterung und Hausbaum | Nöbelner Straße 3 (Karte)  | 1848 (Wohnstallhaus und Seitengebäude); um 1850 (Scheune); 1883 (Seitengebäude)                             | Weitestgehend authentisch erhaltene regionaltypische Hofanlage mit baugeschichtlicher, wirtschaftsgeschichtlicher und ortsbildprägender Bedeutung. - Wohnstallhaus: Obergeschoss Fachwerk, ein Giebel verschiefert, im anderen Drillingsfenster, im Erdgeschoss Porphyrgewände - Seitengebäude: Krüppelwalm und Wohnmöglichkeit im Obergeschoss, doppelte Biberschwanzdeckung, korbbogige Tür mit Schlussstein - Scheune: Fachwerk, im Giebel rundbogiges Doppelfenster, darüber Jahreszahl und „R.E. Gerstenberger“, darüber Okulus - zweites Seitengebäude: nur Drempel Fachwerk, zwei böhmisch verbretterte Tore (bezeichnet mit 1883) | 08955135 |
|                                         | Wohnstallhaus eines Bauernhofes | Nöbelner Straße 6 (Karte)  | 1. Hälfte 19. Jahrhundert                                                                                   | Stattlicher Fachwerkbau, baugeschichtlich und ortsbildprägend von Bedeutung. Obergeschoss Fachwerk, allseitig verkleidet, Giebel oberer Teil Schiefer, profilierte Porphyrgewände im Erdgeschoss, Krüppelwalmdach mit großem Dachüberstand, kaum verändert. | 08955139 |
| Direkt Bild zu diesem Denkmal hochladen | Wohnstallhaus | Nöbelner Straße 11 (Karte) | Um 1800 | Fachwerkbau, baugeschichtlich und ortsbildprägend von Bedeutung. Obergeschoss und Giebel Fachwerk, zum Teil verkleidet, Krüppelwalmdach, doppelte Biberschwanzdeckung. | 08955138 |
| Direkt Bild zu diesem Denkmal hochladen | Nördliches Wohnstallhaus, südliches Seitengebäude, westliche Scheune und östliches Ausgedinge eines Vierseithofes                          | Nöbelner Straße 13 (Karte) | Bezeichnet mit 1741 (Auszugshaus); bezeichnet mit 1889 (Wohnstallhaus); um 1890 (Seitengebäude und Scheune) | Vollständig erhaltene regionaltypische Hofanlage mit baugeschichtlicher, wirtschaftsgeschichtlicher und ortsbildprägender Bedeutung. - Wohnstallhaus: Obergeschoss Fachwerk, im Erdgeschoss Porphyrgewände - Seitengebäude: Obergeschoss Fachwerk - Scheune: Fachwerk mit Drempel - Ausgedinge: mit korbbogiger Tür, Schlussstein, Obergeschoss Fachwerk, Fachwerk unter der Aufbretterung erhalten | 08955137 |

## Mutzscheroda
| Bild                                    | Bezeichnung | Lage                          | Datierung | Beschreibung | ID       |
| --------------------------------------- | --- | ----------------------------- | --- | --- | -------- |
| Direkt Bild zu diesem Denkmal hochladen | Wohnstallhaus | Mutzscheroda 2 (Karte)        | Schlussstein bezeichnet mit 1774 | Stattlicher, ländlicher Wohnbau in Fachwerkbauweise mit Thüringer Leitermotiv, baugeschichtlich, hausgeschichtlich und ortsbildprägend von Bedeutung. Obergeschoss Fachwerk mit vielen, kräftigen Ständern und mehrfacher Schwelle, Dachüberstand, Giebel und eine Längsseite verkleidet, Erdgeschoss Porphyrgewände, gekehlt. Im Stallteil durch Einbau von zwei Garagentoren verändert. | 08955115 |
| Direkt Bild zu diesem Denkmal hochladen | Östliches Wohnstallhaus, westliches Seitengebäude (mit Oberlaube) und nördliche Durchfahrtsscheune eines Dreiseithofes | Mutzscheroda 5 (Karte)        | Um 1770 (Wohnstallhaus und Seitengebäude); Mitte 19. Jahrhundert (Scheune)                                                                                        | Sehr schöner, authentischer Fachwerk-Bauernhof, baugeschichtlich, wirtschaftsgeschichtlich und ortsbildprägend von Bedeutung. - Wohnstallhaus: Obergeschoss strebenreiches Fachwerk, Porphyrgewände, im Giebel Halbkreisfenster - Seitengebäude: mit vorkragendem Obergeschoss, Fachwerk, Oberlaube, Krüppelwalmdach - über Eck dazu Durchfahrtsscheune: Fachwerk, Drempel verbrettert | 08955114 |
| Direkt Bild zu diesem Denkmal hochladen | Westliches Seitengebäude (mit Oberlaube) eines Dreiseithofes                                                           | Mutzscheroda 6 (Karte)        | Bezeichnet mit 1782 | Landschaftstypisches Fachwerkgebäude, baugeschichtlich von Bedeutung. Obergeschoss Fachwerk, Oberlaube, Brüstungen aus Holz, im Erdgeschoss Rundbogentür mit Schlussstein, Durchfahrt. | 08955116 |
|                                         | Nördliches Wohnstallhaus und westliches Torhaus eines Bauernhofes                                                      | Mutzscheroda 9 (Karte)        | Bezeichnet mit 1805 | Hohes, dominierendes Torhaus mit wichtigem Anteil für das Ortsbild, ebenso der verschieferte Giebel des Wohnstallhauses, baugeschichtlich und ortsbildprägend von Bedeutung. - Wohnstallhaus: Obergeschoss Fachwerk, hinterer Teil massiv, Giebel dekorativ mit Schiefer verkleidet - Torhaus: massiv mit großer, rundbogiger Durchfahrt, Schlussstein | 08955117 |
| Direkt Bild zu diesem Denkmal hochladen | Nordwestliches Wohnstallhaus, zwei Seitengebäude und südöstliche Scheune eines Vierseithofes                           | Mutzscheroda 11 (Karte)       | 1555 datiert (Scheune); Schlussstein bezeichnet mit 1755 (Seitengebäude); Schlussstein bezeichnet mit 1793 (Seitengebäude); Mitte 19. Jahrhundert (Wohnstallhaus) | Ensemble von bildprägender Wirkung im Herzen des Rundweilers, baugeschichtlich, wirtschaftsgeschichtlich und ortsbildprägend von Bedeutung. - Wohnstallhaus: massiv, Dachüberstand, Porphyrgewände, Scheune mit V-Streben, verputzt - Seitengebäude: massiv, mit Porphyrgewänden, dort verschiedene Schlusssteine/Tafel mit Jahreszahlen | 08955118 |
| Direkt Bild zu diesem Denkmal hochladen | Armenhaus | Mutzscheroda 14b (Karte)      | Bezeichnet mit 1855 | Gut erhaltener schlichter Putzbau von orts- und sozialgeschichtlicher Bedeutung. Rechteckiger Grundriss, eingeschossig, Hauseingang in Mitte der Traufseite, 2 × 4 Achsen, Fenstergewände mit einer Hohlkehle und schlichtes Türportal aus Rochlitzer Porphyrtuff, über Hauseingang Steintafel aus Rochlitzer Porphyrtuff, mit Inschrift „Armen Haus Mutzscheroda, 1855“, Bruchsteinmauerwerk verputzt. Giebeldreiecke Fachwerk verbrettert, Satteldach, teilweise mit Schieferdeckung, Innen: Mittelflur, beiderseits zwei gleich große Zimmer mit jeweils vier Fenstern, Fensterlaibungen mit Segmentbögen abschließend, hinter Flur kleiner Raum, der als Waschküche diente. Kleines hölzernes Vorhäuschen, Obergeschoss Mittelflur mit zwei kleinen Kammern, Kehlbalkendach, Kopfstreben auf Stuhlsäulen und Unterzug aufgeblattet, Kehlbalken mit Sparren verzapft, elf Gespärre, einfach stehender Stuhl, Treppe original, Plattenbelag erneuert. Denkmalwert: orts- und sozialgeschichtlicher Wert, sehr guter Originalzustand. | 08956980 |
| Weitere Bilder                          | Meilenstein | Mutzscheroda 18 (bei) (Karte) | Nach 1858 | Königlich-Sächsischer Meilenstein, Halbmeilenstein, mit Inschrift und Krone, wahrscheinlich versetzt, verkehrsgeschichtlich von Bedeutung. Sandstein, mit Inschrift, auf hohem Sockel, wahrscheinlich versetzt. | 08955120 |

### Ehemaliges Denkmal (Mutzscheroda)
| Bild | Bezeichnung | Lage                    | Datierung           | Beschreibung | ID       |
| ---- | --- | ----------------------- | ------------------- | --- | -------- |
|      | Wohnhaus mit winklig angebautem Seitengebäude, Wohnstallhaus und Einfriedungspfeiler eines ehemaligen Gasthofes | Mutzscheroda 18 (Karte) | Bezeichnet mit 1834 | Das Straßenbild dominierender, ehemals vierseitiger Gasthof mit baugeschichtlicher und ortshistorischer Bedeutung, da ehemaliger Besitzer Haberkorn auch Steinbruchbesitzer war. Alle Gebäude massiv, Wohnstallhaus mit hohem Krüppelwalmdach, gerader Türbedachung, darüber Tafel, an der hofabgewandten Seite Erker auf drei Porphyrsäulen, mit Porphyrgewänden und Krüppelwalmdach, daran angebautes Seitengebäude mit halbrunden Stallfenstern und drei korbbogigen Türen, Schlusssteinen und angedeutetem Kapitell (Abbruch), zweites einfaches Wohnhaus ebenfalls mit korbbogiger Tür und Schlussstein, daran anschließend großes Seitengebäude mit Toren. Torbogen aus Porphyr, Schlussstein mit Pferdemotiv (Abbruch). Tafel: Gasthof zur grünen Tanne, Friedrich Gotthelf Haberkorn, 1834 (Abbruch). Im Mai 2020 im Auftrag der Bauaufsicht des Landkreises Mittelsachsen abgerissen. | 08955119 |

## Nöbeln
| Bild                                    | Bezeichnung | Lage                       | Datierung                                                              | Beschreibung | ID       |
| --------------------------------------- | --- | -------------------------- | ---------------------------------------------------------------------- | --- | -------- |
| Direkt Bild zu diesem Denkmal hochladen | Westliches Wohnstallhaus, östliches und südliches Seitengebäude sowie nördliche Scheune eines Vierseithofes, dazu Hofpflasterung | Gemeindestraße 2 (Karte)   | Um 1858 (Wohnstallhaus); bezeichnet mit 1858 (Seitengebäude)           | Gut erhaltener Fachwerk-Bauernhof von hoher Authentizität, baugeschichtlich, wirtschaftsgeschichtlich und ortsbildprägend von Bedeutung. - Wohnstallhaus: Obergeschoss Fachwerk, Krüppelwalmdach, Palladiomotiv im Giebel - Scheune: ganz in Holzkonstruktion - Seitengebäude: Krüppelwalmdach, im Erdgeschoss Stall, korbbogige Türen mit Schlusssteinen, Obergeschoss Fachwerk, mit Toreinfahrt - zweites Seitengebäude: Obergeschoss Fachwerk, Krüppelwalmdach, Giebel verkleidet, einige Drehflügelfenster erhalten                                                                                                 | 08955133 |
| Direkt Bild zu diesem Denkmal hochladen | Wohnhaus | Gemeindestraße 3 (Karte)   | Um 1800                                                                | Landschaftstypischer Fachwerkbau von baugeschichtlichem Wert. Hohes Satteldach, Obergeschoss Fachwerk, Porphyrgewände, auf drei Seiten mit dem für die Gegend typisch silbrigen Schiefer verkleidet. Fenstergrößen und -sprossung erhalten. | 08955134 |
| Direkt Bild zu diesem Denkmal hochladen | Nördliches Ausgedinge, östliches Seitengebäude und südliche Scheune eines Vierseithofes                                          | Gemeindestraße 11b (Karte) | Bezeichnet mit 1832 (Seitengebäude); bezeichnet mit 1853 (Auszugshaus) | Alle Gebäude in Fachwerkbauweise, baugeschichtlich, wirtschaftsgeschichtlich und ortsbildprägend von Bedeutung. - Ausgedinge: mit Obergeschoss Fachwerk, Krüppelwalmdach, gerader Türbedachung mit Inschrift, Fachwerkeingangshäuschen, Palladiomotiv im Giebel - Scheune: ganz Fachwerk mit böhmisch verbrettertem Tor, aufwendig gestalteter Giebel mit fünf Rundbogenfenstern, profilierten Porphyrgewänden und Schlusssteinen, originale Fenster - Seitengebäude: mit Stall und Wohnmöglichkeit im Fachwerk-Obergeschoss, stichbogige Porphyrtür mit Schlussstein, gut erhaltene Drehflügelfenster, Schieferdeckung | 08955132 |

## Seitenhain
| Bild                                    | Bezeichnung | Lage                        | Datierung                                                                              | Beschreibung | ID       |
| --------------------------------------- | --- | --------------------------- | -------------------------------------------------------------------------------------- | --- | -------- |
| Direkt Bild zu diesem Denkmal hochladen | Nördliches Seitengebäude (mit Oberlaube) eines Vierseithofes                                                                           | Dorfstraße 5 (Karte)        | Türsturz bezeichnet mit 1716                                                           | Singulär im Ort, bau- und hausgeschichtlich von Bedeutung. Oberlaube durchgehend, hölzern sind Brüstung und Aufgang. | 08955150 |
| Direkt Bild zu diesem Denkmal hochladen | Nördliches Wohnstallhaus und zwei Seitengebäude eines Dreiseithofes                                                                    | Dorfstraße 7 (Karte)        | Türstock bezeichnet mit 1880                                                           | Alle Gebäude in Fachwerkbauweise, bau- und wirtschaftsgeschichtlich von Bedeutung. Alle Gebäude mit Sichtfachwerk im Obergeschoss, Schieferdeckung und Porphyrgewänden. Ein Seitengebäude mit Durchfahrt. Giebelseiten verschiefert. | 08955149 |
| Direkt Bild zu diesem Denkmal hochladen | Nordwestliches Wohnstallhaus, südwestliches und nordöstliches Seitengebäude sowie südöstliche Scheune eines Vierseithofes, dazu Hoftor | Dorfstraße 8 (Karte)        | Bezeichnet mit 1846 (Wohnstallhaus); Mitte 19. Jahrhundert (Seitengebäude und Scheune) | Geschlossen erhaltene Hofanlage in Fachwerkbauweise, baugeschichtlich, wirtschaftsgeschichtlich und ortsbildprägend von Bedeutung. Alle Gebäude mit Fachwerk, aber rundum verkleidet bzw. verschiefert, Krüppelwalmdach. Wohnstallhaus mit Kreuzgratgewölbe, Porphyrgewände. Seitengebäude älter als die übrigen Hofgebäude.                                                                       | 08955147 |
| Direkt Bild zu diesem Denkmal hochladen | Bogenbrücke | Dorfstraße 8 (bei) (Karte)  | Bezeichnet mit 1799                                                                    | Hufeisenförmige Brücke aus Porphyrquadern, baugeschichtlich von Bedeutung | 08955148 |
| Direkt Bild zu diesem Denkmal hochladen | Bogenbrücke | Dorfstraße 10 (bei) (Karte) | 19. Jahrhundert                                                                        | Kleine Brücke aus verschiedenen Gesteinen, baugeschichtlich von Bedeutung | 08955146 |
| Direkt Bild zu diesem Denkmal hochladen | Westliches Wohnstallhaus eines Bauernhofes                                                                                             | Dorfstraße 16 (Karte)       | 2. Hälfte 18. Jahrhundert                                                              | Seltene Fachwerkkonstruktion mit Wilder-Mann-Figur und Brettdocken, singulär im Kreis, bau- und hausgeschichtlich von Bedeutung. Obergeschoss Fachwerk mit Mannfiguren (wilder Mann) und balusterartig gesägten Ständern unter den Fensteröffnungen, mehrfach übereinanderliegende Schwelle. | 08955145 |
| Direkt Bild zu diesem Denkmal hochladen | Nördliches Wohnstallhaus und zwei Seitengebäude eines Bauernhofes                                                                      | Dorfstraße 19 (Karte)       | 2. Hälfte 19. Jahrhundert                                                              | Alle Gebäude in Fachwerkbauweise, bau- und wirtschaftsgeschichtlich von Bedeutung, bildprägend durch exponierte Lage. - Wohnstallhaus: Obergeschoss Fachwerk zum Teil verschiefert, doppelte Biberschwanzdeckung, im Erdgeschoss korbbogige Tür mit Schlussstein - Seitengebäude: beide Obergeschoss Fachwerk, eines mit großem Lastenaufzug, Porphyrgewände, die hofabgewandten Seiten verkleidet | 08955143 |
| Direkt Bild zu diesem Denkmal hochladen | Wohnhaus mit angebautem Scheunenteil                                                                                                   | Dorfstraße 30 (Karte)       | 18. Jahrhundert                                                                        | Obergeschoss Fachwerk, Scheunenteil zum Teil verbrettert, baugeschichtlich und straßenbildprägend von Bedeutung. Fachwerk im Obergeschoss, viele Streben, Giebel verkleidet, zum Teil verbrettert. | 08955142 |
| Direkt Bild zu diesem Denkmal hochladen | Wohnhaus | Dorfstraße 31 (Karte)       | Um 1800                                                                                | Kleines Wohnhaus mit verschiefertem Fachwerkobergeschoss, baugeschichtlich und straßenbildprägend von Bedeutung. Obergeschoss Fachwerk, verschiefert, zum Teil verkleidet, im Erdgeschoss Porphyrgewände und Winterfenster, Fenstergrößen und -sprossung erhalten. | 08955144 |

## Zschoppelshain
| Bild                                    | Bezeichnung                                                                                      | Lage                   | Datierung                                                                            | Beschreibung | ID       |
| --------------------------------------- | ------------------------------------------------------------------------------------------------ | ---------------------- | ------------------------------------------------------------------------------------ | --- | -------- |
|                                         | Sühnekreuz                                                                                       | Hauptstraße (Karte)    | Vermutlich vor 1700                                                                  | Geschichtlich von Bedeutung. Auf Form eines lateinischen Kreuzes zurückzuführen, Gestalt wie Antoniuskreuz, Porphyrtuff, 54 cm × 52 cm × 23 cm. | 09236895 |
|                                         | Wohnstallhaus eines ehemaligen Bauernhofes                                                       | Hauptstraße 2 (Karte)  | Bezeichnet mit 1819                                                                  | Zeit- und landschaftstypisches bäuerliches Wohnhaus in gutem Originalzustand von bau- und heimatgeschichtlicher Bedeutung. Restlicher Bauernhof zerstört, am Türstock datiert, dieser leicht verändert, Fenstergewände und Türportal Porphyrtuff, Stallbereich verändert, Fachwerk-Obergeschoss regelmäßig, großes vorkragendes Krüppelwalmdach mit zwei Dachhechten, Bank aus Porphyrtuff vor Haus, kleiner Bauerngarten mit schmiedeeisernem Zaun, Giebel Fachwerk komplett erhalten, Fenstergewände eine Hohlkehle, traufseitiger und giebelseitiger Anbau, Pultdach, Türen und Fenster verändert. | 09236897 |
| Direkt Bild zu diesem Denkmal hochladen | Wohnhaus und Seitengebäude eines Kleinbauernhofes                                                | Hauptstraße 3 (Karte)  | Vermutliche Bauzeit um 1700 (Seitengebäude); um 1750 laut Eigentümer (Seitengebäude) | Zeit- und landschaftstypische Wohn- und Wirtschaftsgebäude eines kleinen, ehemaligen Dreiseithofes von heimatgeschichtlicher Bedeutung aufgrund des hohen Alters sowie bau- und hausgeschichtlicher Bedeutung. - Wohnhaus: Fachwerk-Obergeschoss, regelmäßig, aufgeblattete Kopfstreben, Satteldach vorkragend, Gebäude traufseitig erweitert, dadurch Frackdach, Erdgeschoss massiv mit zu großen Fenstern, andere Giebelseite Fachwerk verschlagen, Giebel vorkragend - Seitengebäude: Fachwerk komplett, auch im Erdgeschoss teilweise erhalten, vorkragendes Obergeschoss, aufgeblattete Kopfstreben, Dach vorkragend, Reste der Holzdachrinne, Dachdeckung mit Falzziegeln und Biberschwänzen, Giebel verbrettert, einfaches Fachwerk am Giebel mit aufgeblatteten Streben, Fußstreben eingezapft, an Schwelle Blattsassen, damit Nachweis, dass Erdgeschoss ursprünglich Fachwerk hatte Denkmalwert: heimatgeschichtliche und hausgeschichtliche Bedeutung, hohes Alter. | 09236896 |
| Direkt Bild zu diesem Denkmal hochladen | Westliches Wohnhaus, östliches Seitengebäude und südliches Torhaus eines kleinen Dreiseithofes   | Hauptstraße 23 (Karte) | Um 1800                                                                              | Geschlossen erhaltener Kleinbauernhof von heimatgeschichtlicher Bedeutung. - Wohnhaus: verputzt mit Anbauten, verändert, im Inneren noch recht guter Originalbestand, wichtig als Ergänzung des Ensembles - Seitengebäude: Fachwerk-Obergeschoss verkleidet, Erdgeschoss massiv, Satteldach, Betonfalzziegel, Dach relativ weit überstehend, im Obergeschoss originale kleine Schiebefenster, Bergeraum Obergeschoss, Stall Erdgeschoss, gezapfte Holzverbindungen, ursprünglich auch im Erdgeschoss Fachwerk (Hinweis durch Blattsassen, um 1800) - Torhaus: mit Andreaskreuzen an einer Giebelseite, große Tordurchfahrt, Holztor mit Pforte, Satteldach, seitlich Schuppen, Torhäuser in dieser Art nur selten anzutreffen, daher Denkmalwert neben heimatgeschichtlichem Wert auch Singularität, Komplexität Ensemble | 09236899 |
| Direkt Bild zu diesem Denkmal hochladen | Nördliches Wohnstallhaus eines Kleinbauernhofes                                                  | Hauptstraße 31 (Karte) | Um 1700                                                                              | Traditionelles bäuerliches Fachwerk-Wohnhaus von bau-, haus- und heimatgeschichtlichem Wert aufgrund seines hohen Alters. Fachwerk-Obergeschoss mit Leiterbrüstung, die kurzen Streben als Baluster, Tür im Obergeschoss, aufgeblattete Kopfstreben, zwei Riegelreihen, Fenster leicht vergrößert, Dachüberstand, Satteldach mit Schieferdeckung, Türportale Porphyrtuff, Erdgeschoss massiv, originale einflüglige Haustür – Rahmenfüllungstür, winklig an Haus angebaut kleiner Stall mit vorkragendem Giebeldreieck, Stuhlsäule mit aufgeblatteter Fußstrebe an Giebelseite, Riegel auf Sparren aufgeblattet, Erdgeschoss Fenster leicht vergrößert zu annähernd quadratischem Format (um 1925). | 09236898 |
| Direkt Bild zu diesem Denkmal hochladen | Südliches Seitengebäude eines Bauernhofes                                                        | Hauptstraße 34 (Karte) | 1. Hälfte 19. Jahrhundert                                                            | Ehemaliger Pferdestall mit Kumthalle, zeit- und landschaftstypisches Wirtschaftsgebäude mit Kumthalle, bau- und wirtschaftsgeschichtlich von Bedeutung. Bauernhof nur noch teilweise erhalten, Fachwerk-Obergeschoss, regelmäßig mit Eckstreben, Erdgeschoss massiv, dreijochige Kumthalle mit graugestrichenen Porphyrtuffsäulen, ehemaliger Pferdestall, auch Gewände aus Porphyrtuff, Türportal mit waagerechtem Gebälk, Haus mit Satteldach, angebauter Schuppen mit Schleppdach, holzverkleidet, am Ortseingang stehend, daher städtebaulich bedeutsam sowie heimatgeschichtlicher Wert aufgrund guten Originalzustandes und Kumthalle. | 09236984 |
| Direkt Bild zu diesem Denkmal hochladen | Häuslerhaus                                                                                      | Hauptstraße 36 (Karte) | Um 1650                                                                              | Baugeschichtlich, städtebaulich und heimatgeschichtlich bedeutsamer Fachwerkbau. Fachwerk-Obergeschoss mit geraden Andreaskreuzen, aufgeblattete Kopfstreben, Teil Fachwerk im Obergeschoss verändert, massives Erdgeschoss, unterfahren und leicht verändert, traufseitig zweigeschossiger massiver Anbau ohne Denkmalwert, Satteldach. Denkmalwert: heimatgeschichtlicher Wert aufgrund hohen Alters, städtebaulicher Wert durch Lage am Ortseingang, Fenster nur leicht vergrößert. | 09236983 |
| Direkt Bild zu diesem Denkmal hochladen | Häuslerhaus                                                                                      | Hauptstraße 38 (Karte) | Um 1800                                                                              | Zeit- und landschaftstypisches Fachwerkhaus von baugeschichtlicher und ortsbildprägender Bedeutung. Fachwerkbau mit massivem Erdgeschoss, Krüppelwalmdach, Schieferdach mit altdeutscher Deckung, einfaches, strebenreiches Fachwerk, gezapfte Holzverbindungen, Erdgeschoss vermutlich unterfahren, guter Originalzustand, Fensteranordnung und Proportion im Wesentlichen beibehalten, Frackdach durch traufseitige Erweiterung, giebelständig an Dorfstraße, daher wichtig für Ortsbild, heimatgeschichtlicher Wert als zeittypisches Häuslerhaus in gutem Originalzustand. | 09236982 |
| Direkt Bild zu diesem Denkmal hochladen | Wohnstallhaus und Seitengebäude eines Dreiseithofes                                              | Hauptstraße 39 (Karte) | Um 1600 (Wohnstallhaus); vor 1700 (Seitengebäude)                                    | Heimatgeschichtlich bedeutsamer Bauernhof aufgrund des hohen Alters. - Wohnstallhaus: urspr. Ständerbau, um 1600, teilweise massiv ersetzt, Türportal mit waagerechtem Gebälk um 1820, Satteldach mit altdeutscher Schieferdeckung, eine Haushälfte Fachwerk erhalten mit aufgeblatteten, sich kreuzenden Streben, die ursprünglich über zwei Geschosse reichenden Ständer erhalten - Seitengebäude: Schuppen, eingeschossig, mit aufgeblatteten, sich kreuzenden Streben, Satteldach, Falzziegel, Tür nicht original, vor 1700 Haus | 09236981 |
| Direkt Bild zu diesem Denkmal hochladen | Wohnstallhaus, zwei Seitengebäude und Scheune eines Vierseithofes sowie Reste der Hofpflasterung | Hauptstraße 48 (Karte) | Um 1650 (Wohnstallhaus); um 1900 (Seitengebäude und Scheune); 1907 (Seitengebäude)   | Zeit- und landschaftstypischer, vollständig erhaltener mittelsächsischer Bauernhof. - Wohnstallhaus: Fachwerk-Obergeschoss, an Giebelseite gerade Andreaskreuze, je Gefach ein Kreuz, aufgeblattete Kopfstreben, ansonsten verkleidet und verputzt, hintere Traufseite fachwerksichtig, dort noch eine aufgeblattete Kopfstrebe, ansonsten einfaches Fachwerk, stehender Dachstuhl, Erdgeschoss massiv und verändert, dort Garagen und Klinkersockel - Seitengebäude straßenseitig: Fachwerk-Obergeschoss, einfach, gezapfte Streben, Erdgeschoss massiv, Garageneinfahrt, Satteldach - Scheune: spätes einfaches Fachwerk, Fachwerkdrempel, original und unverändert erhalten, Satteldach - Stallgebäude feldseitig: Durchfahrt und Stall im Erdgeschoss massiv, Ziegelausgleichsbögen, Fachwerk einfach, Satteldach, ein Giebel massiv, im Ursprung älter, Fachwerk teilw. noch mit Blattsassen, abgefaste Schwelle Am Wohnhaus mehrere Anbauten, Bedeutung Hof vorrangig begründet durch hohes Alter Wohnstallhaus und Einheitlichkeit Wirtschaftsgebäude, wissenschaftlicher Wert, heimatgeschichtlicher Wert. | 09236893 |
| Direkt Bild zu diesem Denkmal hochladen | Wohnstallhaus, Seitengebäude und Scheune eines Vierseithofes                                     | Hauptstraße 53 (Karte) | Bezeichnet mit 1756 (Wohnstallhaus); vor 1900 (Seitengebäude)                        | Zeit- und landschaftstypischer, mittelsächsischer Bauernhof von heimatgeschichtlichem Wert. - Wohnstallhaus: am Türstock bezeichnet mit 1756, regelmäßiges Fachwerk mit Eckstreben, hohes Krüppelwalmdach, zwei übereinander angeordnete Dachhechte, Sackaufzug, Fachwerk teilw. verkleidet, Erdgeschoss massiv, Türportal bezeichnet mit 1768 (?), Gewände mit einer Hohlkehle - Stall: mit preußischem Kappengewölbe, traufseitiger Anbau ohne Denkmalwert - Stallgebäude: Fachwerk-Obergeschoss mit Dacherker, Satteldach, Erdgeschoss massiv, um 1900, Aufzug - Scheune: Fachwerk mit Drempel, Satteldach, im Drempelbereich vermutlich jüngeres Fachwerk, unterer Scheunenteil mit aufgeblatteten Holzverbindungen, dieser Teil damit eventuell vor 1700 Reste originaler Pflasterung, Hofanlage gut erhalten, Granitwassertrog vor Wohnhaus. | 09236894 |

## Tabellenlegende
- Bild: Bild des Kulturdenkmals, ggf. zusätzlich mit einem Link zu weiteren Fotos des Kulturdenkmals im Medienarchiv Wikimedia Commons. Wenn man auf das Kamerasymbol klickt, können Fotos zu Kulturdenkmalen aus dieser Liste hochgeladen werden:
- Bezeichnung: Denkmalgeschützte Objekte und ggf. Bauwerksname des Kulturdenkmals
- Lage: Straßenname und Hausnummer oder Flurstücknummer des Kulturdenkmals. Die Grundsortierung der Liste erfolgt nach dieser Adresse. Der Link (Karte) führt zu verschiedenen Kartendiensten mit der Position des Kulturdenkmals. Fehlt dieser Link, wurden die Koordinaten noch nicht eingetragen. Sind diese bekannt, können sie über ein Tool mit einer Kartenansicht einfach nachgetragen werden. In dieser Kartenansicht sind Kulturdenkmale ohne Koordinaten mit einem roten bzw. orangen Marker dargestellt und können durch Verschieben auf die richtige Position in der Karte mit Koordinaten versehen werden. Kulturdenkmale ohne Bild sind an einem blauen bzw. roten Marker erkennbar.
- Datierung: Baubeginn, Fertigstellung, Datum der Erstnennung oder grobe zeitliche Einordnung entsprechend des Eintrags in der sächsischen Denkmaldatenbank
- Beschreibung: Kurzcharakteristik des Kulturdenkmals entsprechend des Eintrags in der sächsischen Denkmaldatenbank, ggf. ergänzt durch die dort nur selten veröffentlichten Erfassungstexte oder zusätzliche Informationen
- ID: Vom Landesamt für Denkmalpflege Sachsen vergebene, das Kulturdenkmal eindeutig identifizierende Objekt-Nummer. Der Link führt zum PDF-Denkmaldokument des Landesamtes für Denkmalpflege Sachsen. Bei ehemaligen Kulturdenkmalen können die Objektnummern unbekannt sein und deshalb fehlen bzw. die Links von aus der Datenbank entfernten Objektnummern ins Leere führen. Ein ggf. vorhandenes Icon  führt zu den Angaben des Kulturdenkmals bei Wikidata.

## Ausführliche Denkmaltexte
1. ↑  St. Otto-Kirche in Wechselburg:

Die Pfarrkirche St. Otto steht am Wechselburger Marktplatz und dominiert weithin sichtbar die Silhouette des hochgelegenen Ortes. Sie wurde 1730–1737 weitgehend neu errichtet, nachdem der durch Brand 1604 schwer beschädigte Vorgängerbau abgerissen worden war. Im Turm sind noch Reste romanischen Ursprungs (um 1200) erhalten. Der Turmaufbau entstand nachträglich 1765 nach Plänen von Johann Hermann. Als Saalbau mit dreiseitig umlaufenden, zweigeschossigen Emporen ist die St.-Otto-Kirche ein typischer Vertreter des protestantischen Kirchenbaus der Barockzeit in Sachsen. Zum zurückhaltend gegliederten Außenbau steht das reich gestaltete Innere in gesteigerter Wirkung. Die Emporen zeigen eine aufwändige marmorierte Fassung mit partieller Vergoldung. Zwischen Emporensaal und Altarraum vermitteln zweigeschossige Betstuben, geschmückt mit emblematischen Darstellungen. Auf der Südseite ist vor den Betstuben die Kanzel angeordnet, ihr Ornament besteht aus Schnitzwerk und Bemalung. Im Altarraum erhebt sich der zweigeschossige Altaraufbau und betont wirkungsvoll das liturgische Zentrum des Raumes. Das Kreuzigungsgemälde im Mittelteil ist eine Kopie Louis Castellis von 1837 nach Christian Wilhelm Ernst Dietrich. Zum prächtigen Raumbild tragen schließlich auch die Stuckdecke mit Bandelwerk und christlicher Symbolik sowie der Orgelprospekt bei. Die 1781 entstandene Orgel stammt von Johann Jacob Schramm aus Mülsen und ist sein bedeutendstes Werk.

Die Pfarrkirche St. Otto in Wechselburg gehört zu den bedeutendsten Zeugnissen des barocken Kirchenbaues in Sachsen, wobei die seltene Geschlossenheit ihrer Innenausstattung besonders hervorzuheben ist. In ihrer architektonischen Ausprägung veranschaulicht sie eindrucksvoll Gestaltungsabsichten und Prinzipien, die für die sächsische Kirchbaukunst des 18. Jahrhunderts bestimmend waren. Aus diesen Gründen erlangt sie baugeschichtliche, kirchengeschichtliche und baukünstlerische Bedeutung. Als dominantes Bauwerk verleiht sie dem Ortsbild von Wechselburg Unverwechselbarkeit und Identität.
2. ↑  Kloster mit Stiftskirche und Schlossanlage mit Schlosspark (Sachgesamtheit):
  - Geschichte: Graf Dedo von Groitzsch gründete vor 1168 ein Augustinerchorherrenstift in Zschillen, die Stiftung 1174 bekundet, sie sollte als kirchlicher Mittelpunkt für die in dem Gebiet beginnende Besiedlung dienen. Aufhebung des Klosters 1541, durch Herzog Moritz 1543 gegen Hohnstein, Wehlen, Lohmen an die Herren von Schönburg getauscht (bis 1945). Mit diesem Wechsel wird der sich allmählich durchsetzende, aber schon 1526 überlieferte Name Wechselburg in Verbindung gebracht (Dehio Sachsen II, S. 1008).
  - Landschaftspark: 21 ha, angelegt unter Alban von Schönburg
  - Schönburgeichen: „Im Jahr 1899 begann Graf von Schönburg getreu einer guten alten Sitte zu jeder Geburt eines seiner 8 Kinder eine Eiche zu pflanzen als Sinnbild für Ausdauer und Kraft, im Laufe der Zeit ist ein kleiner Eichenwald daraus entstanden, der an die Familie von Schönburg erinnert, die über Jahrhunderte hinweg die Geschichte Wechselburgs mit geschrieben und geprägt hat.“ Texttafel im Park. Sieben der ursprünglich neun Eichen stehen heute noch.
  - Weitere Baulichkeiten und Denkmale im Park: kleiner gemauerter offener Pavillon mit Mauer und steinerner Bank, alles aus Porphyrquadern, verputzt, Lourdesgrotte (um 1900), Mariensäule (Ende 19. Jahrhundert), Hundedenkmal, sogenannte gotische Kapelle
  - Gartenteile und Freiraumbereiche (Autorin: Ragnhild Kober):
    - Vorderer Hof:
      - Erschließung: Durchfahrt durch das Äußere Torhaus, Durchgang durch das Torhaus an der Stiftskirche, Tor zum Lustgarten
      - Befestigung: Hofpflaster
      - Gehölze: Baumreihe (Linden) an der Einfriedungsmauer zum Lustgarten

    - Hinterer Hof:
      - Bodenrelief: Terrassierung in eine obere Ebene durch eine Stützmauer aus Bruchsteinmauerwerk mit Balustrade in geschwungener Form und eine untere Ebene durch eine geradlinige Stützmauer parallel zur Lindenallee des sich anschließenden Schlossparks

    - Lustgarten mit Laubengang (ehemaliger barocker Garten):
      - Einfriedung: Einfriedungsmauer aus Bruchsteinmauerwerk zum Vorderen Hof, Einfriedungsmauer des Kirchhofs, Stützmauer zur Terrassenanlage, Zwischenmauer im Lustgarten aus Ziegelmauerwerk
      - Erschließung: Tor vom Vorderen Hof, Treppenanlage an der Stützmauer von der Schlossterrasse, Wege- und Platzfläche aus wassergebundener Decke
      - Bodenrelief: ebene Fläche abgefangen durch eine Stützmauer mit Brüstungsmauer
      - Gehölze: Laubengang (Hainbuchen) mit mittigem Rondell (Linden)

    - Schlossterrasse:
      - Bodenrelief: langgestreckte Terrasse unterhalb des Lustgartens und des Schlosses mit einer hohen Stützmauer aus Bruchsteinmauerwerk, schmale Terrassen mit Stützmauern aus Bruchsteinmauerwerk und Treppen vor dem sogenannten Kleinen Schloss
      - Gartenbauten: Treppenanlage und Wandbrunnen aus Porphyr zwischen Lustgarten und Schlossterrasse, Treppen mit je fünf Stufen auf der Schlossterrasse

    - Terrassenanlage an der ehemaligen Orangerie:
      - Bodenrelief: vier schmale Terrassen mit drei Stützmauern aus Bruchsteinmauerwerk, die beiden unteren mit profilierten Abdeckplatten aus Porphyr bedeckt, Rampenweg an der oberen Terrasse zur Treppenanlage der Schlossterrasse
      - Gehölze: Hainbuchenhecke

    - Lindenallee und Schlosspark (Landschaftspark):
      - Erschließung: Zugang von der Stadt vor dem Torhaus der Schlossanlage, Zugänge über den vorderen und hinteren Hof sowie der Schlossterrasse, Lindenallee mit geradliniger Wegeführung, im Park geschwungen verlaufendes Wegesystem, Uferweg entlang der Mulde
      - Bodenrelief: zur Mulde zum Teil sehr stark abfallendes Gelände mit Hangwegen, Gelände zum Teil auch in mehreren flachen Stufen zur Mulde hin abfallend, Aussichtsplätze an der Mulde, obere Plateaufläche eingeebnet, leichte landschaftliche Bodenmodellierung
      - Gehölze: Lindenallee im Westen der Schlossanlage, auf der Plateaufläche Parkräume mit Baumgruppen und Solitärbäumen, zum Teil bot. Besonderheiten wie: Kahle Rosskastanie (Aesculus glabra), Trompetenbaum (Catalpa speciosa), Tulpenbaum (Liriodendron tulipifera), Weymuthkiefer (Pinus canadensis), Eichenhain mit „Schönburgeichen“ (siehe oben), im Uferbereich der Mulde an den Aussichtsplätzen und Wegeanbindungen die Blicke rahmende Bäume

Quelle: Helm, Christiane: Der Park des Grafen von Schönburg-Wechselburg, Ein Beitrag zu einem denkmalpflegerischen Entwicklungskonzept unter Berücksichtigung von Belangen des Naturschutzes, Diplomarbeit an der Hochschule für Technik und Wirtschaft Dresden (FH), Fachbereich Landbau und Landespflege, Studiengang Landespflege, Betreuer Prof. Dipl.-Ing. C. Scherzer, Hochschule für Technik und Wirtschaft Dresden (FH), Dipl.-Biol. Dr. G. Mackenthun (Staatliches Umweltfachamt Chemnitz), Dresden, März 2001.